# Red Cardell
Vous lisez un « bon article » labellisé en 2013.
Red Cardell est un groupe français de rock indépendant, originaire de Quimper, en Bretagne. Il est composé de Jean-Pierre Riou, Pierre Sangra, Hibu Corbel et Fred Lucas. Salué par la critique musicale comme l'un des meilleurs groupes breton de son temps, Red Cardell apparaît comme un des piliers du rock celtique, enraciné et novateur à l'instar d'Alan Stivell et Dan Ar Braz, ayant réussi à concilier avec un style personnel les musiques actuelles et traditionnelles.
Inclassable, le combo Finistérien qui revendique être né du rock alternatif tout en affirmant sa culture bretonne, s'inscrit dans la chanson avec des textes poétiques en français surtout, parfois en anglais et occasionnellement en breton. Red Cardell croise depuis sa genèse ses nombreuses influences et se définit comme un groupe de musique populaire, ouvert sur le monde. La bande est formée en juillet 1992 par Jean-Pierre Riou (chant, guitares) et Jean-Michel Moal (accordéon), tous deux membres de Penfleps, avec Ian Proërer (batterie), membre de Link, puis Christophe Poignant (basse) vient compléter la formation avant d'être remplacé par Patrick Goyat en fin d'année.
À la suite du départ de ce dernier fin 1994, Red Cardell redevient le trio originel jusqu'à l'arrivée en 2001 de Manu Masko comme nouveau batteur. À partir de 2006 et l'album Naître puis du Banquet de cristal en 2008, des musiciens devenus proches au fil des rencontres sont régulièrement invités, le trio devenant ainsi un collectif. En 2011, la formation intègre Mathieu Péquériau (harmonica, washboard) quelques mois avant que Jean-Michel Moal ne se mette en retrait du groupe quelques années. À partir de 2012, ils sont rejoints sur scène par deux musiciens additionnels : Ronan Le Bars (cornemuse, flûtes) et Pierre Stéphan (violon) et se produisent également dans un spectacle commun nommé Fest-Rock avec le Bagad Kemper. En parallèle les cinq membres de l'équipe participent à l'ensemble The Celtic Social Club dans la même période.
En décembre 2015, Jean-Pierre Riou et Jean-Michel Moal, cofondateurs du groupe en 1992, se retrouvent après quatre années de séparation. Ils sont accompagnés pour ce nouveau quatuor par le batteur Hibu Corbel et le multi-instrumentiste Pierre Sangra qui produit l'album Un monde tout à l'envers. Fin 2016, la bande s'entoure de cinq artistes venant des cinq continents pour l'album et le spectacle Bienvenue. En avril 2018, au moment où sort leur vingtième album Courir, Jean-Michel Moal tire sa révérence après vingt deux ans d'activité au sein de Red Cardell. Le bassiste et claviériste Fred Lucas intègre dès lors la formation qui poursuit de concert sa collaboration avec le Bagad Kemper avec le spectacle Nerzh en 2019 et enregistre l'album acoustique Climatik en 2021 et l'album Bordel en 2024.
Avec un parcours jalonné de vingt trois albums, dont cinq enregistrés en public, le groupe finistérien est essentiellement une formation scénique dans l'esprit des jam bands avec plus de deux mille concerts depuis ses débuts, surtout en France et dans une dizaine de pays en Europe, dont plusieurs tournées en Ukraine et Allemagne et aussi des concerts aux États-Unis, Canada, Antilles et Australie. Le succès commercial de Red Cardell n'est cependant pas comparable à celui d'artistes en contrat avec une des majors de l'industrie musicale. Après une signature pour le premier album par le label néerlandais Arcade Records le groupe collabore par la suite avec des labels indépendants bretons : N'Less, Cirré Jaune, Avel Ouest, Keltia Musique, Coop Breizh et Arfolk, parfois en coproduction avec son propre label Kas Ha Bar.
Suivi depuis plus de trente ans par un public fidèle, la formation reçoit une reconnaissance professionnelle en obtenant des récompenses pour quatre de ses albums avec des critiques élogieuses de la part de la presse spécialisée, participe à des grands événements populaires qui représentent la Bretagne, est accueilli en création par des scènes nationales ou conventionnées et bénéficie du soutien de la première marque internationale d'instruments de musique.

## Histoire

### Origines (1986–1992)
En 1986, Jean-Pierre Riou alors âgé de vingt-trois ans, et ses amis Jean-Jacques Baillard, Gilles Lozach et Jean-Luc Jaouan, fondent à Morlaix un groupe de rock blues répondant au nom légumier de « Karroth Rapées ». Rejoints en 1988 par le guitariste Jacques Pellen, ils se produisent dans les nombreux cafés-concerts existants en Bretagne à l'époque et donnent cent vingt concerts en trois ans. Comme Dan Ar Braz, « le garçon baigne tout jeune dans la dualité bombarde-rock'n'roll » pour reprendre une citation du journaliste Alain-Gabriel Monot pour la revue ArMen en 2013.
En juillet 1989, un concert improvisé entre Jean-Pierre Riou et Jean-Jacques Baillard (batteur des Karroth Rapées et multi-instrumentiste participant à de nombreuses expériences) avec Farid Aît Siameur (chanteur Kabyle chantant en berbère et résidant en pays Bigouden), les décident de fonder un groupe ensemble. Accompagnés du bassiste Micky Runarvot (Les Chaussettes noires, Isabelle Aubret, Jacques Brel), ils enregistrent en septembre l'unique album de Penfleps (« Têtes Parlantes » en breton, clin d'œil aux Talking Heads), dénommé Urgence at Koz Ker. Distribué sous forme de cassette par Keltia Musique, l'enregistrement est commercialisé en octobre 1989. En avril 1990, l'accordéoniste quimpérois Jean-Michel Moal (Ar Penseerien, Paule Chamard) rejoint la formation et marque le début d'une collaboration avec Jean-Pierre Riou qui perdurera au sein de Red Cardell.
Comme le fait remarquer le journaliste Ronan Gorgiard : « La particularité de Penfleps est d'être une sorte de fusée à plusieurs étages : rock, « breizhoù » et world-kabyle, qui décolle en se produisant aux Rencontres trans musicales, au Printemps de Bourges puis au festival Tamaris ». À l'apogée de la scène rock alternative en France, ils partagent l'affiche avec Mano Negra, Noir Désir, Les Négresses vertes, Pigalle et OTH, mais aussi avec les écossais The Silencers, les chanteurs bretons Youenn Gwernig, Alan Stivell et Denez Prigent, ainsi qu'avec d'autres courants musicaux comme le hip-hop, représenté par MC Solaar et NTM.
En 1992, la « fusée » se scinde en deux : Farid Aît Siameur et Jean-Jacques Baillard lancent Taÿfa, avec Jacques Moreau (percussions) et Alain Guilloux (basse), les derniers arrivés chez Penfleps. De leur côté, Jean-Pierre Riou et Jean-Michel Moal, accompagnés de Patrick Kiffer et Philippe Bargain de l'équipe du Ker Opus, le bar-concert de Langolen (Finistère), respectivement manager et tourneur du groupe, se mettent en quête de nouveaux musiciens pour poursuivre la route ensemble.

### Formation (1992)

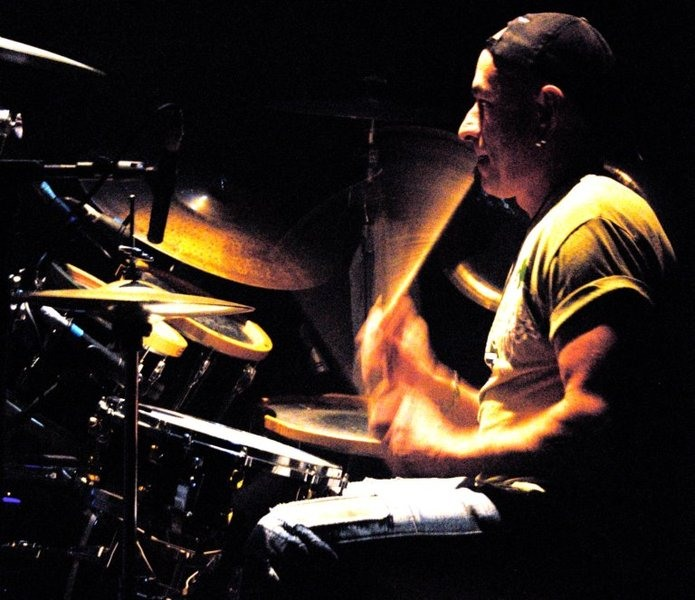
Ian Proërer, cofondateur et batteur du groupe jusqu'en 2001, tire sa révérence après quatre albums studio et 1200 concerts.

En juillet 1992, avec l'arrivée de Ian Proërer, ancien batteur des groupes quimpérois Axton Pryte et Link (managés par Philippe Bargain de 1984 à 1989), et de Christophe Poignant, bassiste lorientais, le nouveau groupe est formé. Après quelques derniers concerts en été, sous le nom Penfleps pour honorer les contrats, la bande prend définitivement le nom de Red Cardell, « fumier rouge » en anglo-breton. Red est aussi un mot breton qui signifie « courir ». Pour certains, il proviendrait du nom d'un propriétaire de ranch, qui se fait assassiner au début du western Tall in the sadle, un film de 1944 avec John Wayne. Sur les pas de Stivell, ils souhaitent intégrer la musique traditionnelle bretonne dans l'univers du rock, en associant le mouvement des fest-noz (Sonerien Du, Diaouled Ar Menez) au courant rock porté par la scène rennaise (Marquis de Sade, les Nus).
Les membres du groupe résident à Quimper et répètent à proximité en pleine campagne bretonne à Langolen au cœur du pays glazik, au Ker Opus le club-concert créé  par leur manager mosellan Patrick Kiffer (ancien bassiste d'Atoll, Barbara, Michel Delpech et aussi Stivell époque Dan Ar Braz). Dans celle localité qui devient un des hauts lieux du rock en Bretagne, la formation a l'occasion de côtoyer les principaux groupes de la scène alternative du moment, dont ceux de Boucherie Productions pour la scène française et des artistes américains (Luther Allison, The Fleshtones, Theo Hakola) et britanniques (Doctor Feelgood, The Inmates, Yargo) qui sont programmés tous les week-ends dans cette salle du bout du monde.
Après les concerts de l'été, Patrick Goyat, lui aussi lorientais, remplace Christophe Poignant à la basse. Ils entrent alors en studio, avec José Nédélec, pour enregistrer une cassette démo trois titres. Cette carte de visite sonore permet à leur tourneur de décrocher des dates aux quatre coins de l'Hexagone (Pau, Dunkerque, Lyon, Mulhouse) et au groupe de croiser sur la route les Naufragés et Les Sheriff de Montpellier, les angevins Happy Drivers, les Toulousains Fly and the Tox ou le texan Calvin Russell et les Britanniques Sons of the Desert et même Les Pires de Lannion.

### Rouge(1993–1994)
Le premier album, Rouge, enregistré et mixé en janvier et février 1993, par Johannes Uwe Teichert, au studio Square, à Bruxelles, sort en juillet chez Arcade le label Néerlandais. En est extrait un single, We've got to be alone qui deviendra la chanson emblématique de Red Cardell, et Ur Vro, un titre en breton, écrit avec la complicité de Bernez Tangi, poète originaire de Carantec et chanteur de Storlok, considéré comme le premier groupe de rock breton. Sur la jaquette du CD, il est annoté que l'album est dédié à Bernard Hinault. Ce premier opus, qui repose sur une dichotomie entre des textes en anglais engagés, parfois violents et noirs, et une musique colorée entraînante, se vend à 15 000 exemplaires, essentiellement en Bretagne.
Dans l'esprit indépendant du rock alternatif, le groupe auto-produit ses premiers albums et gère seul sa communication. Début 1994, Philippe Bargain part pour d'autres contrées, après trois ans à organiser les tournées et accompagner sur la route Penfleps puis Red Cardell, remplacé par Jo Barré pour le réglage des instruments et du matériel de scène. Quelques mois plus tard, Patrick Goyat quitte la formation, et devient ensuite le bassiste du groupe Ouf ! La puce.

### Douleur(1995–1996)

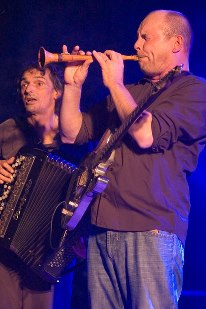
Jean-Michel Moal à l'accordéon et Jean-Pierre Riou à la bombarde. Le duo est souvent comparé à un couple de sonneurs de fest-noz ou à un tandem du rock façon Jagger/Richards.

En 1995, les trois musiciens du trio originel, Riou, Moal et Proërer, poursuivent les concerts en France, dont une première participation au festival des Vieilles Charrues en Bretagne et à la Foire aux vins d'Alsace, ainsi qu'en Suisse (Genève) et en Allemagne (Freiburg). Puis, ils entrent au studio Impuls, à Herent, en Flandre belge, aux côtés de Stephan Kraemer (Fishbone, Slade, Yann Tiersen, Gojira, Axelle Red), qui produit et joue aussi des claviers sur plusieurs titres de l'album Douleur. Celui-ci sort en mai 1996, sous le label rennais N'Less Music, qui réédite leur premier album Rouge, accompagné d'un cédérom. La chanson Fantômes servira de générique aux émissions Culture Breizh et Breizh O Pluriel, sur France Bleu Breizh Izel. Dans Parliament II, succédant à l'interprétation en introduction du morceau par Philippine Riou (la fille de Jean-Pierre) de La Jument de Michao (clin d'œil au groupe Tri Yann), un rap parle avec douleur de l'incendie qui a ravagé le symbole politique qu'est le parlement de Bretagne à Rennes, dans la nuit du 4 au 5 février 1994.
À l'été 1996, le groupe est de retour à l'affiche du Festival des Vieilles Charrues puis des Eurockéennes de Belfort, devant 15 000 personnes, et se fait applaudir par près de 40 000 spectateurs aux Jeudis du port, à Brest. En Pologne, l'album Andergrant, de la chanteuse Renata Przemyk, sorti chez Sony Music en 1996, devient double disque de platine. Elle y interprète trois titres des bretons, dont son premier single, Zero (Odkochaj nas), reprise de Kas Ha Bar, qui reste plusieurs semaines dans le hit-parade polonais.

### 3(1997–1998)
Au début de l'année 1997, une des principales radios altenatives finlandaise élit Douleur album de l'année 1996. c'est l'occasion pour Red Cardell de jouer en juillet dans un club à Helsinki et de participer au festival Ilosaarirock à Joensuu en Finlande. Ressentant une cohésion bien plus forte à trois, les musiciens décident de conserver cette formule minimaliste. Jean-Michel Moal qui pilote des synthétiseurs à partir de son accordéon MIDI, joue des basses de la main droite, pendant que Ian Proërer développe un jeu de batterie plus fourni et adapté. À eux deux, ils occupent l'espace libéré et assurent le groove et la rythmique du trio. Le groupe annonce son troisième album, intitulé 3. Enregistré en juin 1997 au studio Bonton à Bratislava (Slovaquie) par Andrej Sloboda, il marque un tournant par rapport aux deux albums précédents plus celtiques. Presque entièrement chantées en français, les paroles se font un peu plus sombres et la musique plus progressive. L'album ne connaît que trois mois d'exploitation, fin 1997, avant que la société de distribution ne dépose son bilan.
En été 1997 ils sont à l'affiche du Festival interceltique de Lorient et du festival de Cornouaille
puis pour la première fois depuis cinq ans, les musiciens s'accordent une pause de cinq mois sans monter sur scène, mais participent aux émissions Au pont des artistes et Pollen (en compagnie de Richard Galliano, Michel Portal et Allain Leprest) sur France Inter, et Captain café, sur France 3, animées par Jean-Louis Foulquier. Chroniqueur dans le magazine Rock Style, Christian Décamps (chanteur et leader de Ange) ne tarit pas d'éloge sur l'album et offre au groupe la Une du numéro 23 de janvier 1998. Cette même année, le groupe joue dans deux grands festivals français, les Vieilles Charrues (troisième participation) et les Francofolies de La Rochelle.

### Rock'n roll Comédie(1999–2001)
Pour leur nouvel album à venir, comme une photographie de leur vie sur la route, faite de grands comme de petits moments, agrémentés des péripéties vécues, le groupe entame un travail de vingt-deux mois de composition et d'écriture des chansons. Alors que celles-ci naissent au gré des concerts, de ville en ville, à Marseille, Carcassonne ou Rouen, le groupe répète et travaille à la production des morceaux, jusqu'à l'enregistrement, en septembre et octobre 1999. La complicité avec l'ingénieur du son Mike Butcher (Black Sabbath, Arno, Marvin Gaye, Quincy Jones) aux studios Gam de Liège, la richesse des textes néo-réalistes et la qualité de la musique donnent naissance à Rock 'n' roll Comédie, présenté dans le Pop-Club de José Artur, sur France Inter, mais n'assurent pas le succès de cet album, un peu plus intime, avec des paroles entièrement en français, les critiques restant dubitatives sur l’orientation musicale des Quimpérois. Sorti en avril 2000, il rencontre de plus des problèmes de distribution par Sony Music, et n'atteint pas le succès escompté, aboutissant à son retrait du catalogue au bout d'un an. Ce mauvais coup entraîne le départ de Ian Proërer, quelques mois plus tard, ressentant une certaine lassitude de la vie en tournée, après avoir assuré 150 concerts par an pendant huit ans. Celui-ci, après que Mike Butcher lui ait sauvé la vie, fait inscrire, au dos du disque, la mention « last night a Butcher saved my life ».
Avant son départ en mai 2001, Red Cardell prend contact avec François Roy, le responsable du secteur musique de Yamaha France de l'époque avant d'en devenir le directeur général. Celui-ci parle de sa découverte de Red Cardell comme d'un coup de cœur et leur propose un partenariat. Ian Proërer, à l'origine de la démarche, adopte ainsi une batterie Yamaha, tout comme Jean-Pierre Riou, les guitares de la marque et Jean-Michel Moal les synthétiseurs que pilote son accordéon midi. Par la suite il les invite en de nombreuses occasions : showcases, conventions, salons de la musique au Parc de la Villette, Kando Night à La Cigale, soirée nationale des écoles Yamaha.

### La ScèneetCardelectro(2001–2003)

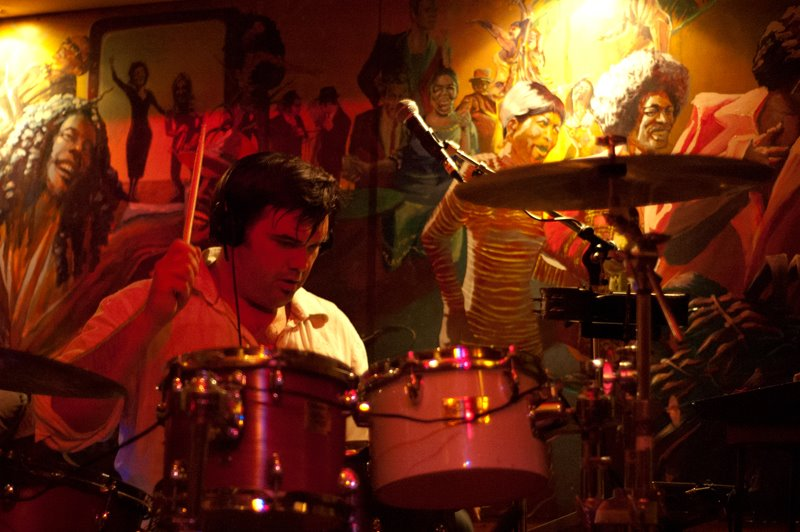
Manu Masko, second batteur de Red Cardell de 2001 à 2015. Il utilise aussi des claviers et des machines et s'implique dans la composition, l'orchestration, la production et le management du groupe.

2001 marque l'arrivée à la batterie de Manu Masko, musicien niortais et batteur du groupe franco-américain John Doe, qui se traduit par une ouverture plus grande vers les machines (samples, synthés, loopers…) Il convainc rapidement les deux autres membres du trio d'enregistrer un album live, bénéficiant de près de 1 200 concerts à leur actif. La captation a lieu les 17, 18 et 19 janvier 2002 lors de trois concerts à La Tête Raide à Brest. Puis l'album est mixé au studio du Hall de la Musique à Quimper, avec l'aide de Patrice Marzin, également guitariste de Hubert-Félix Thiéfaine et de Gérard Manset.
Réalisé, pour la première fois, intégralement dans le Finistère (jusqu'à leur maison de disque, basée à Spézet), l'album, intitulé La Scène, contenant onze titres, sort en avril 2002 sur le tout nouveau label Avel Ouest. Distribué par Coop Breizh, celui-ci conserve l'énergie que présente le groupe sur scène depuis dix années de tournées. Ce dixième anniversaire est fêté à Saint-Goazec, le 6 juillet, en compagnie des guitaristes Dan Ar Braz, Pat O'May, Patrice Marzin, et des groupes Sheer K, Sam Cram Band et de sonneurs locaux, avant un passage, trois jours après, au festival Kann Al Loar puis le 2 novembre au cyber fest-noz, à Quimper.
En 2002, avec des artistes bretons, Red Cardell participe à un concert au profit de la lutte contre la mucoviscidose à l'espace Glenmor à Carhaix et à l'album live collectif qui y est enregistré. Ce dernier contient leur version de la valse Mon amant de Saint-Jean. En fait, cette chanson fait partie du répertoire de scène des Citrons, groupe défouloir auquel participent Jean-Pierre Riou et Jean-Michel Moal, en trio avec l'accordéoniste Robert Kervran.
Seize chansons enregistrées durant les trois jours mais non retenues pour l'album précédent servent à un autre projet d'album. Celui-ci, expérimental, est dénommé Cardelectro. Ce travail artistique sur les bandes est l'idée du nouveau venu Manu Masko, avec la complicité de Patrice Marzin pour les arrangements et de Patrick Kiffer pour la production et voit le jour en mars 2003.

### Sans fardetBal à l'Ouest(2003–2004)
Après des désaccords, puis le départ de Patrick Kiffer, leur manager déjà présent du temps de Penfleps, les membres de Red Cardell décident de s'auto-manager et produisent eux-mêmes leur septième album, Sans fard, enregistré et mixé en juin 2003, à Plestin-les-Grèves, au studio Le chausson de Nicolas Rouvière (La Ruda, Louise Attaque, Marcel et son orchestre). Ouvertes sur les musiques du monde, les mélodies accentuent le côté festif et, dans les textes, le groupe montre son attachement aux « passeurs de mémoire » bretons, en rendant hommage au Joli coucou des Frères Morvan, dont la polka devient presque reggae. La chanson Le petit bistrot obtient un grand succès, le public dansant aussi bien un fox-trot qu'un rond de Saint-Vincent, au son de l'accordéon, mis en valeur.

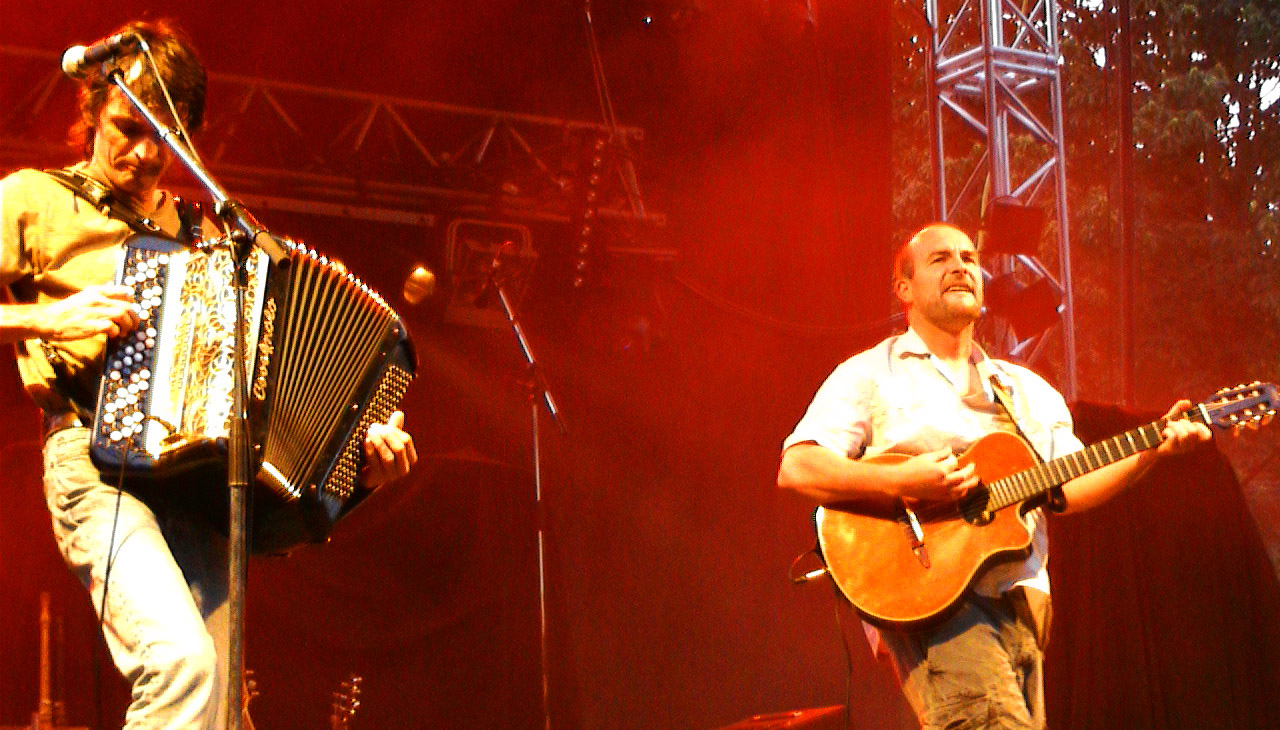
Red Cardell à la St Loup, Guingamp en 2004

En juillet, ils partagent l'affiche du festival Rock aux portes de l'enfer à Brasparts avec Manu Chao, le groupe Espagnol Ska-P et les Italiens Zen Zila. En décembre, Jean-Louis Foulquier les invite sur France Inter, une semaine durant, dans son émission de grande écoute TTC Tous Talents Confondus.
Plusieurs titres, dont l'un très rock, Stop speak French, chanté en anglais, et d'autres aux accents des Aurès ou des Balkans, ajoutés à la marque bretonne de leurs débuts, font de Sans fard (2003), puis du live Bal à l'Ouest (2004), enregistré par Damien Hélary pendant la tournée estivale 2004, des clins d'œil à leur son d'origine. Sur l'enregistrement public, au fil des annonces en guise de transitions, des spectateurs et des ambiances, l'auditeur voyage à travers les différents concerts, allant de Bretagne en Belgique. En 2004, leur tournée contient environ soixante-dix dates à travers toute la France.

### Red Cardell fait son balà Kemper et Kyiv (2004–2005)

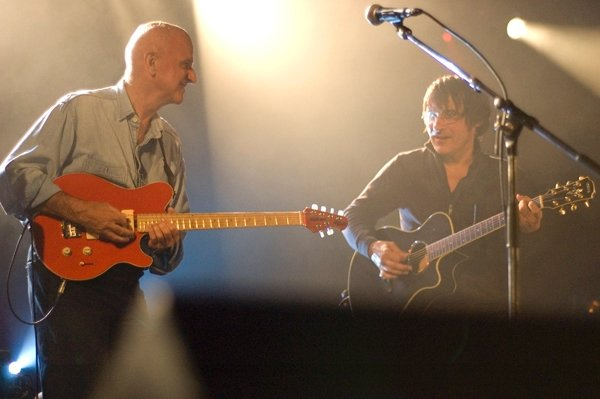
Les guitaristes Dan Ar Braz et Pierre Sañgra, amis de Quimper et Locquirec, accompagnent régulièrement Red Cardell sur scènes et albums.

Red Cardell fait son bal est un spectacle produit par le Théâtre de Cornouaille, scène nationale de Quimper, et mis en scène par Jean Beaucé. En mars 2004, le groupe propose une idée de création à l'équipe du théâtre. Celle-ci imagine l'histoire d'un individu, de sa naissance à l’âge adulte, au travers des modes de transmission culturels et sociaux, en particulier le bal. Échantillons d'archives sonores et boucles musicales nourrissent la composition des musiques de danse. Les textes et la musique sont écrits à l'Atelier du Théâtre. Les deux projets, scène et album, naissent en même temps. Pendant les répétitions, le trio sent le besoin de faire appel à des musiciens additionnels. En juin 2005, le premier convive, Pierre Sañgra (musicien multi-instrumentiste et compagnon de route de Thomas Fersen), apporte ses violon, mandoline, ukulélé et oud, pour donner une couleur chaleureuse.
Côté concert, le 25 juin 2005, lors du championnat du monde de boxe au Futuroscope de Poitiers, Red Cardell, accompagné des rappeurs d'Alktraxx, joue en live trois titres, retransmis en direct sur Canal+, et spécialement écrits pour l'entrée sur le ring de Mahyar Monshipour, champion du monde des poids super-coqs. Le boxeur poitevin franco-iranien, qui défend pour la cinquième fois son titre, l'emporte face au mexicain Julio Zarate.
À l'invitation d'Oleg Skrypka, icône du rock et de la Révolution orange en tant que chanteur du groupe ukrainien Vopli Vidopliassova et dont Red Cardell a assuré la première partie aux fêtes maritimes de Douarnenez 2004, ils participent en juillet 2005 au festival Kraïna Mryi à Kyiv, devant 30 000 personnes, et au festival de Sheshory, dans les Carpates. Le voyage en train entre les deux villes leur permet de rencontrer de nombreux musiciens dont le violoniste Sergïi Okhrimtchuk et les chanteuses de Gourtopravci. Cette véritable histoire d'amour avec l'Ukraine, où les médias les suivent de près, va leur faire parcourir le pays de long en large et jouer aussi dans l'ouest à Lviv, Loutsk et Ivano-Frankivsk, en Crimée à Sébastopol, Simferopol, Yalta et Kertch, dans l'est à Dnipro et Kharkiv, et dans le Donbass à Donetsk. En tout, ils comptent plus de cinquante concerts donnés, au fil des ans, au pays des cosaques et des tatars.
Avant l'enregistrement des pistes pour leur futur album, en novembre 2005 à Kyiv, le groupe se produit en Belgique (Ypres), en Allemagne (Berlin et Halle) et à Crozon, à la pointe de la Bretagne, en ouverture du sixième Festival du bout du monde, le 12 août, devant 18 000 personnes, précédant Joe Cocker et Zion Train sur la grande scène. L'été suivant en 2006, le groupe est de retour au festival Kraïna Mryi, cette fois-ci en tête d'affiche devant 40 000 spectateurs, et à Sion, en Suisse, au Guiness Irish Festival. Cette même année, ils sont invités à donner un concert en Ukraine, le 31 décembre, sur la grande scène du Maïdan, la place de l'indépendance à Kyiv.

### Naître(2006–2007)

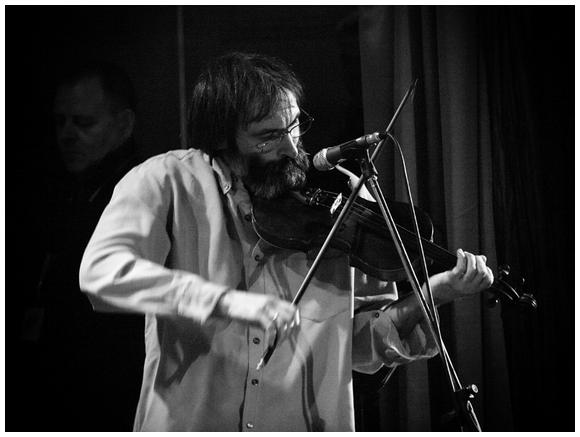
Sergïi Okhrimtchuk au violon.

Finalement ils réunissent un grand nombre d'invités pour participer à l'album Naître : du côté des musiciens, Pierre Sañgra donc, Goulven Le Gall et Arnaud Herry d'Alktraxx, les Ukrainiens Sergïi Okhrimtchuk au violon (premier-prix au Conservatoire de Kiev), Evgeni Didik à la trompette, Vasyl Palanuk à la guimbarde et au cymbalum, l'accordéoniste breton Robert Kervran (Les Citrons, Lors Jouin), le bassiste de Detroit Robert Cooper. Pour les voix, le chœur ukrainien Gourtopravci, emmené par Olena Goncharenko, répond aux mélopées berbères du chanteur Farid Aït Siameur (Penfleps, Taÿfa) et aux gwerzioù de Louise Ebrel, fille d'Eugénie, l'une des trois sœurs Goadec. Les samples sont le plus souvent remplacés par des cordes et instruments à vent et les percussions sont assurées par les musiciens slaves. Red Cardell assure la production, l'enregistrement (à Quimper, Rochefort et Kiev), puis le mixage de son neuvième opus, dans un petit hôtel fermé pour l’hiver, à Locquirec, petite station balnéaire bretonne où le groupe aime se ressourcer. L'album « naît » au printemps 2006 chez Keltia Musique, le label quimpérois spécialiste en France des musiques celtiques, et remporte, l'année suivante, le quatrième grand prix du disque du Télégramme, remis des mains de Yann Tiersen le lauréat 2006, précédant au palmarès Christophe Miossec et Denez Prigent. Red Cardell devient ainsi le premier groupe - et ses membres les premiers artistes indépendants - à remporter ce trophée. La première du spectacle Red Cardell fait son bal affiche complet trois soirs de rang, les 9, 10 et 11 mars 2006 au théâtre Max-Jacob à Quimper.
Pour le trio cornouaillais, l'année 2007 est l'occasion de donner soixante concerts à travers l'Europe. D'abord en Ukraine dès janvier, puis trois autres fois, cette même année, en mars, juillet et décembre. En mai, le groupe joue en France (Le Mans, Lignières, Trappes) et en Belgique (Ingelmunster), au Labadoux festival, en montant sur scène juste après la prestation de Johnny Winter. En juin ils se produisent en Allemagne (Halle, Sarrebruck, Berlin, Dresde, Leipzig, Munich et Bonn). À partir de juillet et jusqu'à la fin de l'année (excepté les allers-retours en Ukraine) ils tournent en Bretagne (Rennes, Le Guilvinec, Lorient, Guingamp) et aux quatre coins de l'Hexagone (Niort, Megève, Fraisses, Strasbourg), avec une escapade en septembre en Suisse (Sierre) et une autre en octobre au Luxembourg (Dudelange).
En décembre, Keltia Musique propose, dans le cadre de sa série Keltia Master, une édition collector limitée contenant l'album Naître, trois titres live enregistrés à Kiev, un « remix » de deux morceaux et trois chansons inédites, ainsi qu'un DVD incluant l'enregistrement d'un concert au Mans à l'Oasis, et des bonus, notamment un documentaire sur la tournée en Ukraine et un clip sur le titre Le Petit bistrot.

### Le Banquet de cristal(2008)
Pour fêter ses quinze ans, le groupe se lance dans un projet nommé Le Banquet de cristal. De nouveau, l'idée est d'inviter les musiciens et chanteurs avec lesquels il a créé des liens d'amitié lors de ses nombreux concerts. Cette fois, il est proposé à chacun de s'approprier un titre de Red Cardell, afin d'en enregistrer une nouvelle version avec les trois membres du groupe. Nombreux sont les artistes qui répondent présent : Dan Ar Braz, Thomas Fersen et Pierre Sañgra, Christophe Miossec et Yann Tiersen, Jimme O'Neill le leader de The Silencers, Iza et Stéfane Mellino des Négresses vertes, Gérard Blanchard, Farid Aït Siameur de Taÿfa, Dr Das fondateur d'Asian Dub Foundation, Oleg Skripka de Vopli Vidopliassova et Gourtopravci, Alktraxx, Ronan Le Bars, Erwan Ropars et le Bagad Kerne, les frères Guichen et Louise Ebrel, Ian Proërer, les cuivres de Michel Delage, le bassiste Richard Puaud, Philippine et Léopold Riou.

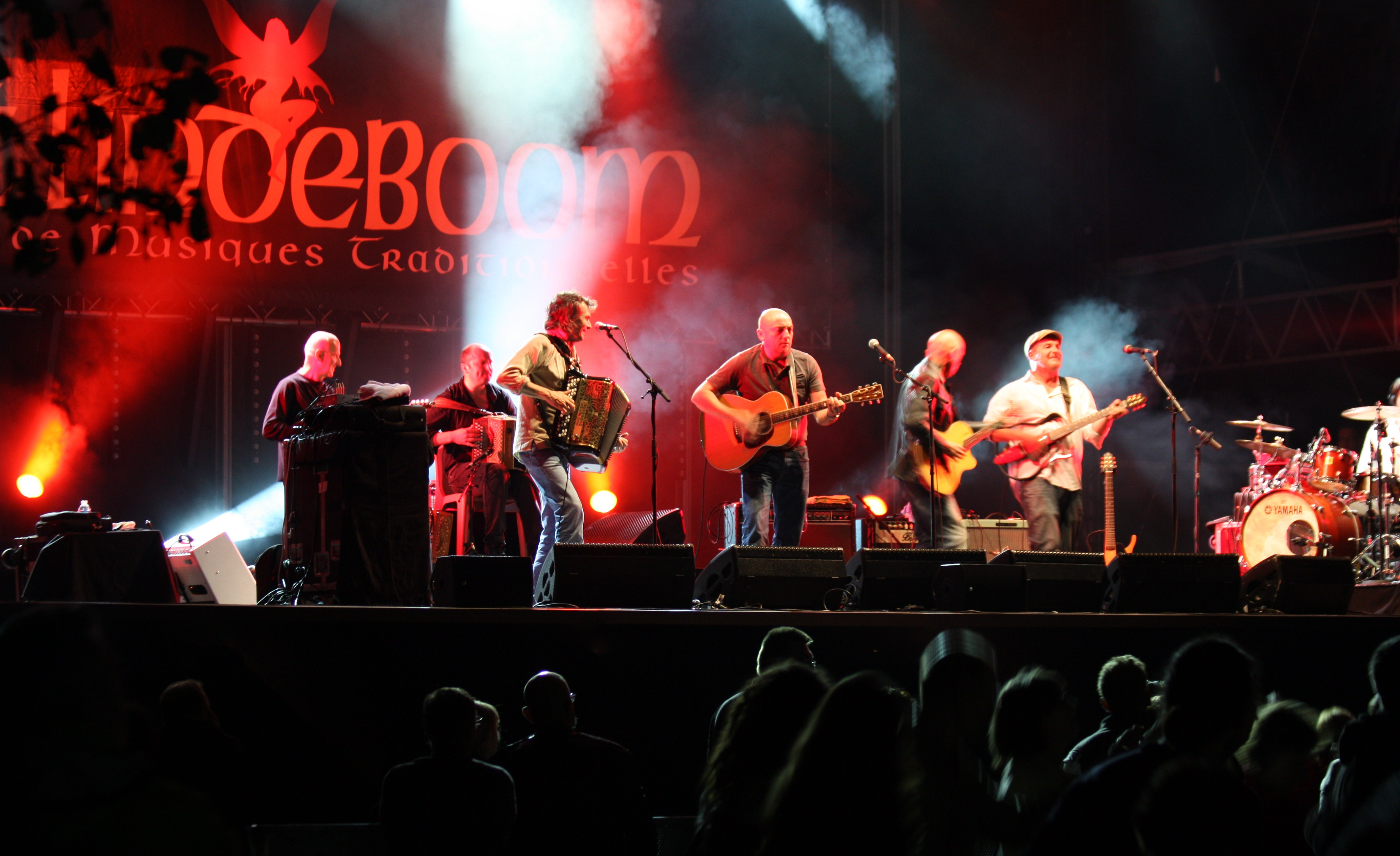
Le Banquet de Cristal sur la scène du Festival Het Lindeboom 2010.

L'album, sorti en 2008, est suivi d'une tournée où les invités vont se relayer selon leurs disponibilités, avec en apothéose la prestation au Musikhall à Rennes, pendant le Festival Yaouank, devant les 7 000 danseurs du plus grand fest-noz de Bretagne. Lors d'un séjour à Paris pour la promotion du disque, le groupe remet son album en main propre à Emir Kusturica, croisé au bar de leur hôtel commun, et à qui la chanson Mescufurus est dédiée, avant de participer en soirée à l'émission Sous les étoiles exactement de Serge Le Vaillant, sur France Inter. Puis l'occasion se présente de faire un « bœuf » avec le guitariste australien John Butler, en compagnie de leur ami irlando-écossais Jimme O'Neill, dans les loges de l'émission Le fou du roi, animée par Stéphane Bern sur la même antenne, juste avant de jouer en direct sur le plateau avec Richard Lornac, devant Virginie Ledoyen et Lorraine Lévy, les invitées du jour.[réf. nécessaire]
Le 1er août 2008, après l'annulation de leur festival à Douarnenez, Les Arts Dinent à l'Huile organisent une toute dernière soirée, qui, pour l'occasion, se déplace à la Ferme de Gwernandour à Brasparts et proposent une carte blanche à Dr Das, lequel invite Red Cardell, le joueur de tabla indien Tabz et le groupe de hip-hop Alktraxx. La collaboration avec le bassiste-fondateur d'Asian Dub Foundation et les musiciens bretons a débuté en 2007 par la réalisation d'un remix pour le nouvel album du trio. Après cette première rencontre, l'envie réciproque de poursuivre l'échange s'est concrétisée par une série de concerts exceptionnels (Rennes, Briec, Évian, Paris, Ypres, La Courneuve) et des apparitions sur plusieurs albums au fil des ans. Que ce soit quand le « Docteur » accompagne de sa basse les compositions du groupe, ou lorsque le son puissant du dub, des percussions indiennes et des boucles d'Asian Vibes fusionnent avec les chorus libérés de bombarde, ou encore avec les mélodies d'accordéon et les riffs funky blues-rock de guitare, l'alchimie fonctionne.
L'année 2008 est aussi l'occasion pour eux de rapprocher les deux côtés de l'Atlantique, en se produisant, le 10 août, au Festival du bout du monde à Crozon et, le 15, au Festival Musique du Bout du Monde Azentic, à Gaspé au Québec, leur première prestation en Amérique du Nord. Toujours en 2008, le journaliste Ronan Gorgiard choisit une photo de Jean-Pierre Riou sur scène pour la couverture de son livre L'étonnante scène musicale bretonne.

Quelques invités du banquet
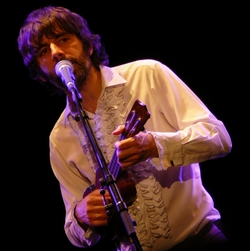
Thomas Fersen.
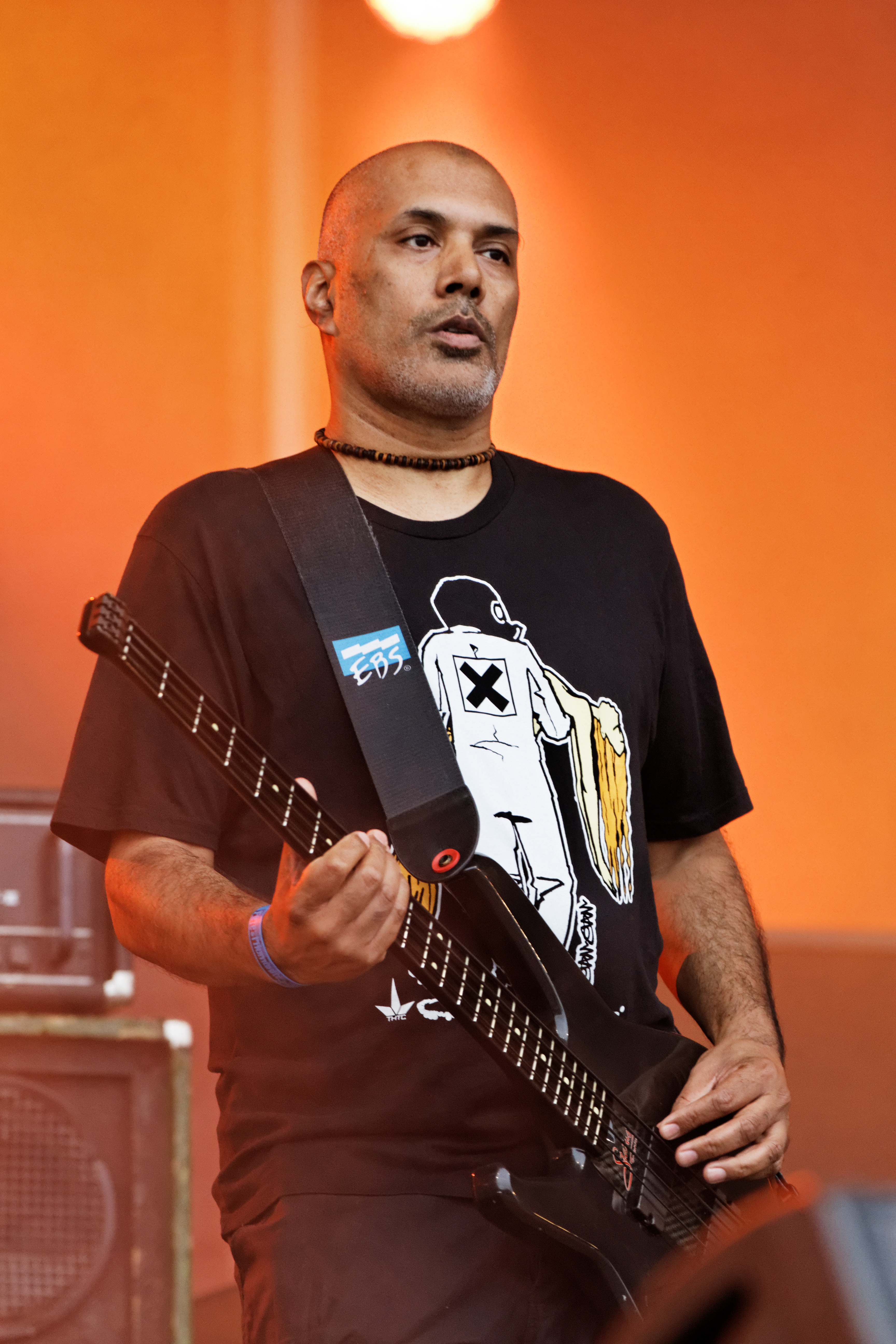
Dr Das.
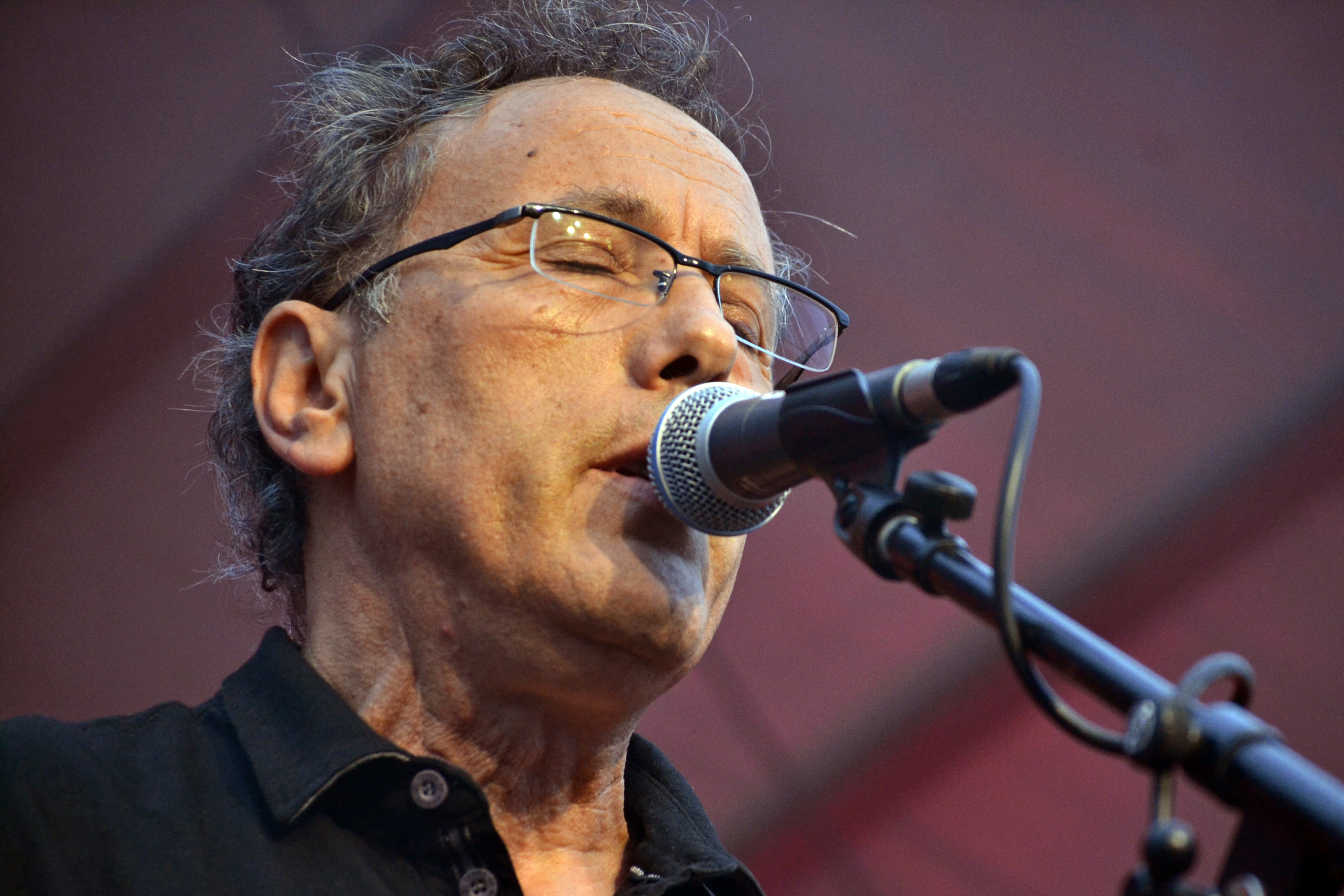
Farid Aït Siameur.
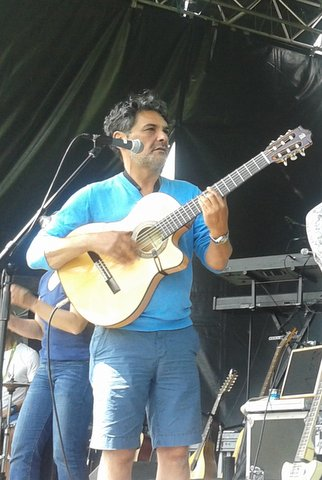
Stéfane Mellino.
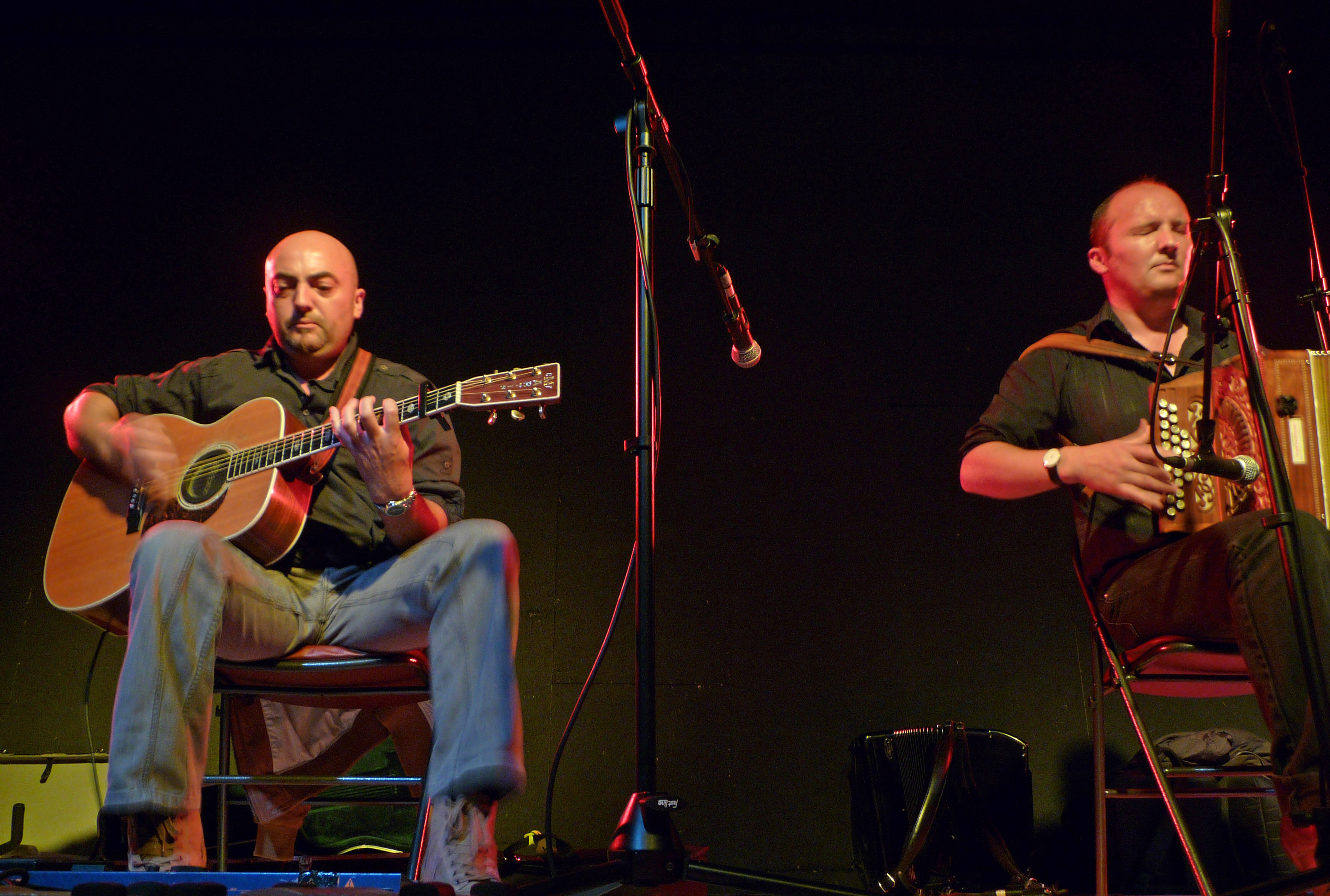
Frères Guichen.
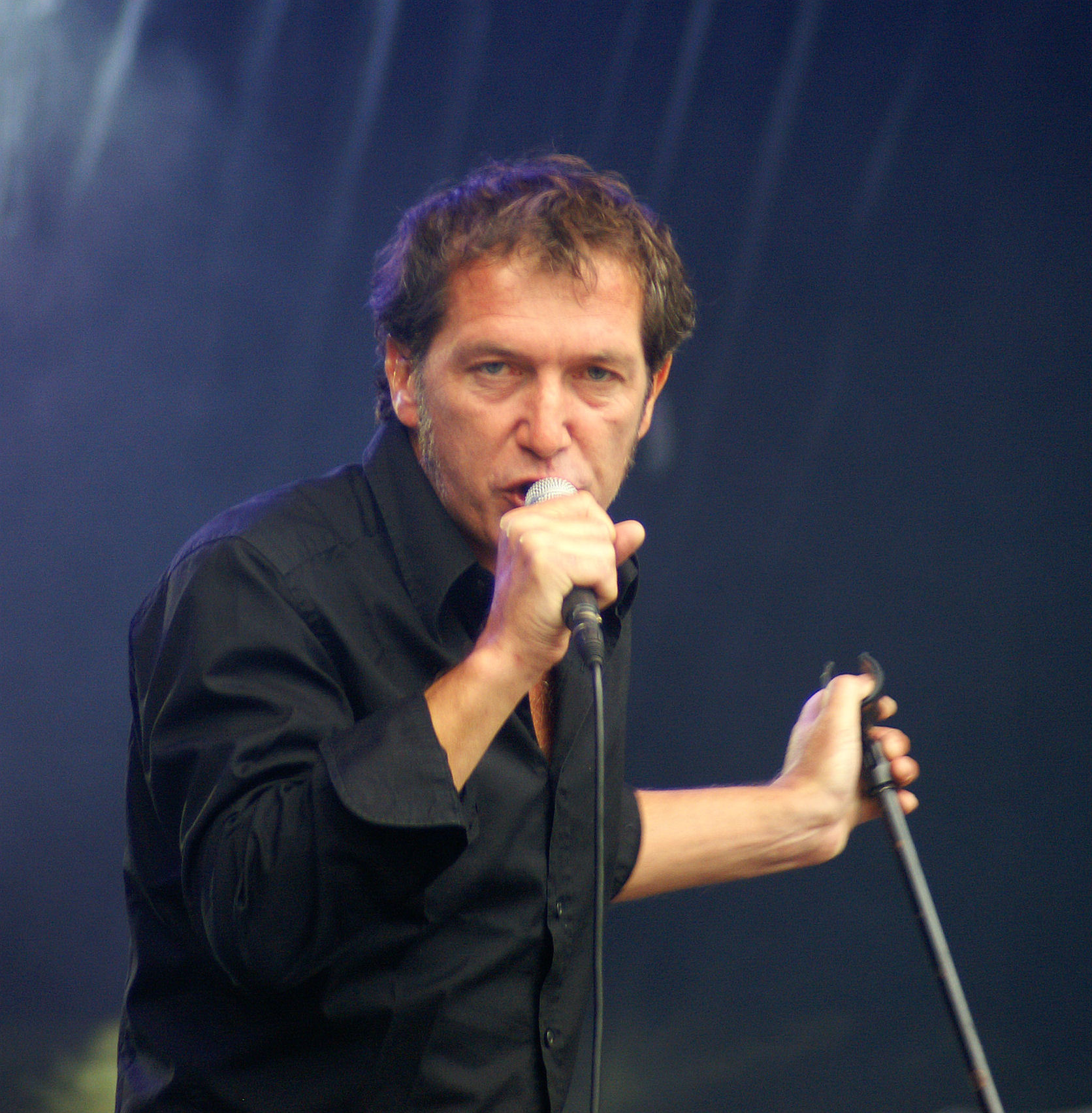
Miossec.
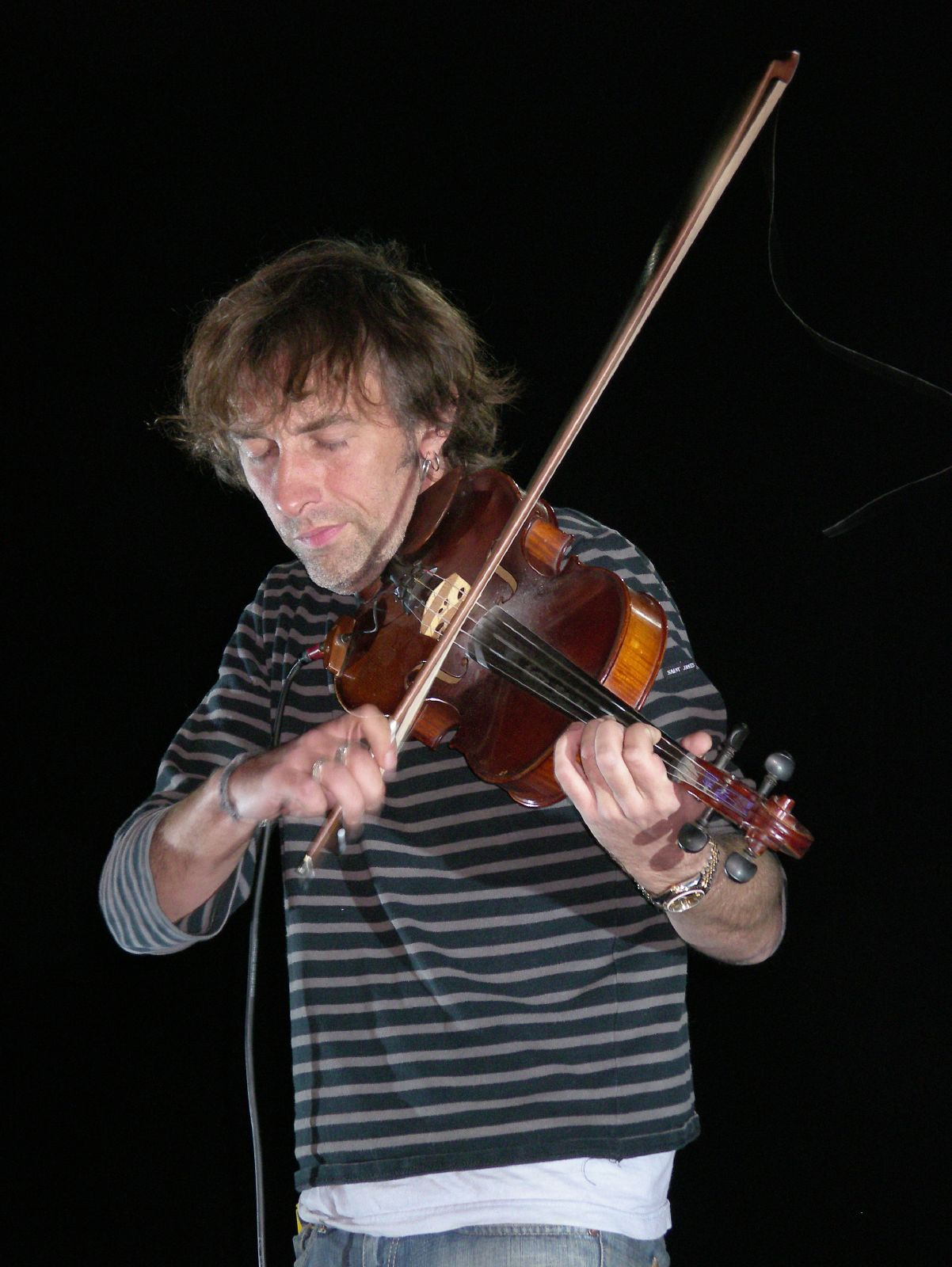
Yann Tiersen.

### La Fête au village(2009)

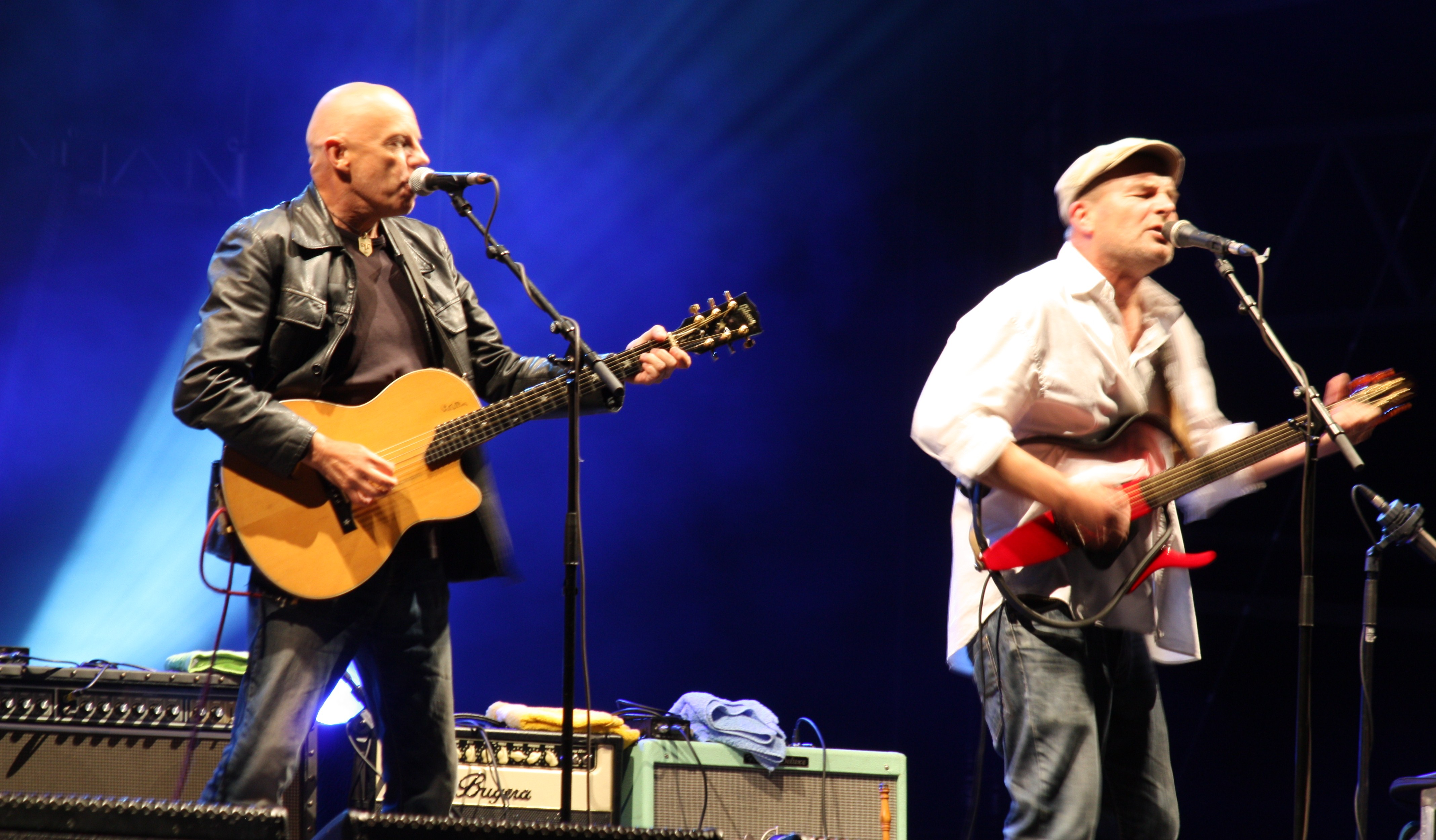
Jimme O'Neill et Jean-Pierre Riou.

On retrouve ces rencontres sur l'album live, La Fête au village, qui paraît en 2009, enregistré par Damien Hélary aux Fêtes de l'été à Bénodet et au festival de Cornouaille à Quimper, et par Nicolas Rouvière à La Carène à Brest.
Le 6 février, le groupe participe aux championnats du monde de ski alpin 2009 à Val-d'Isère. Produit par Keltia Musique, Le Banquet de cristal est récompensé début 2009, en remportant le grand prix du disque Produit en Bretagne. La remise du prix, le 15 mai au palais des Arts de Vannes, est l'occasion pour le trio de se produire sur scène, en compagnie des frères Morvan, des frères Guichen et de Louise Ebrel, pour interpréter ensemble Joli Coucou, rapprochant ainsi jeunes (yaouank) et vieux (koz) musiciens bretons. En juin, après un concert à l'île de Groix, lors d'un voyage pour trois festivals en République tchèque (Colour Meeting à Policka, Respect Session à Val U Dobrusky et la fête de la musique à Prague), Manu Masko prend en photo un autorail roulant dans la campagne de Bohême. Elle illustre la pochette de l'album Soleil blanc à venir, celui-ci tournant autour du thème des voyages et des mouvements de populations.
Le 12 septembre, parmi les invités de la soirée, Yann Tiersen rejoint le trio sur scène pour une première, lors du festival Ilophone à Ouessant. Le 19, ils sont programmés aux Nuits de Nacre le festival d'accordéon de Tulle. Le 26, accompagnés de Stéfane Mellino, ils sont conviés à jouer en direct dans l'émission Ce soir (ou jamais !), diffusée sur France 3, devant Emmanuel Todd, Jean-François Kahn et Patrick Devedjian, les invités du jour de Frédéric Taddeï.

### Soleil blancet Négresses Vertes (2010)

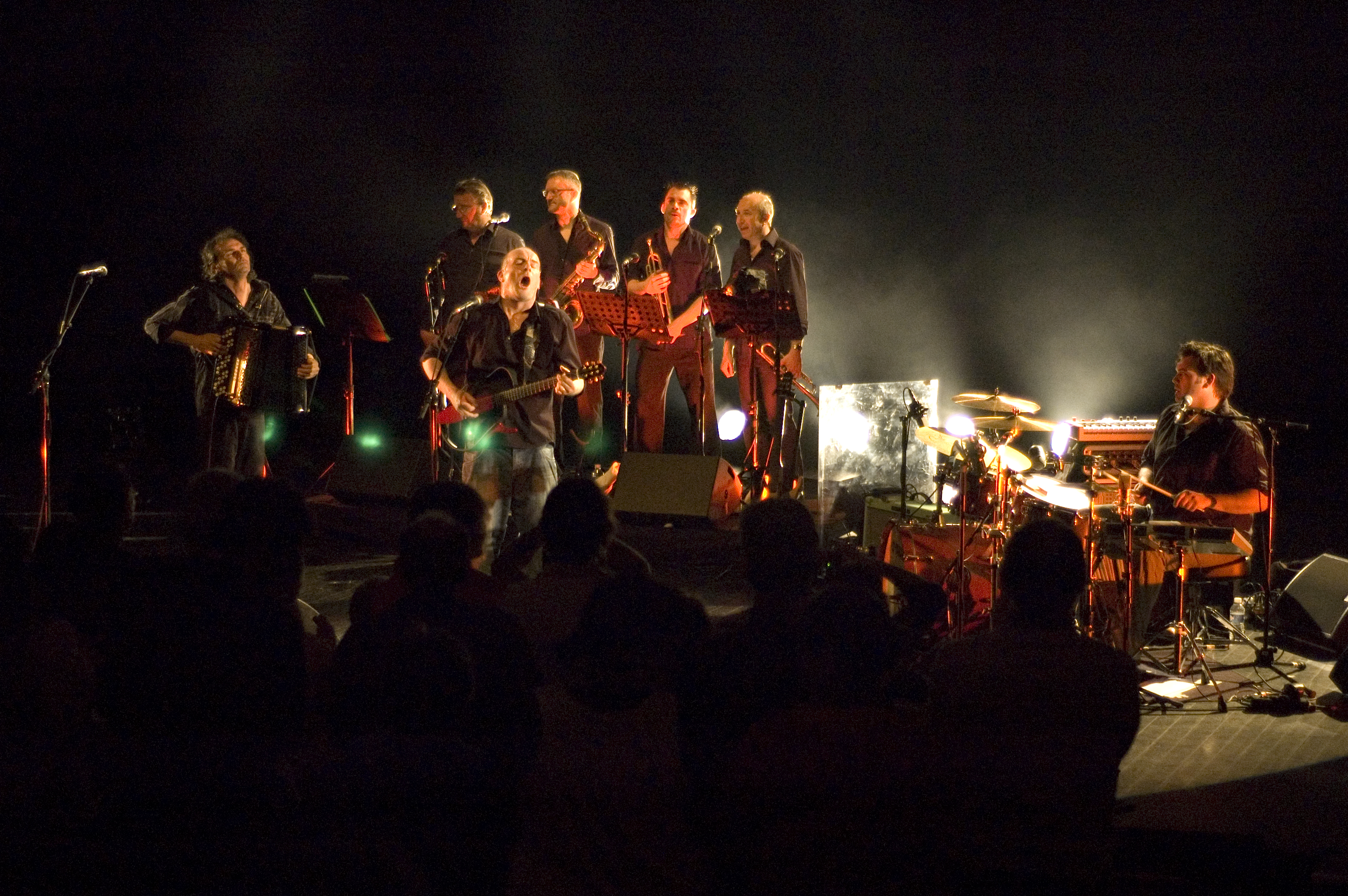
Déjà présente sur des concerts du Banquet de Cristal et l'album et la tournée Soleil blanc, la section de cuivres de Michel Delage accompagne Red Cardell lors des grandes occasions.

Pour l'enregistrement de Soleil blanc, le groupe s'installe confortablement, en novembre et décembre 2009, dans un ancien cinéma, le studio Alhambra-Colbert à Rochefort-sur-Mer. L'album est coproduit par leur ami Stéfane Mellino, guitariste et chanteur des Négresses vertes. Il est enregistré et mixé par le producteur anglais Clive Martin, qui a produit les albums Mlah, Famille nombreuse et 10 remixes des Négresses vertes, ainsi que travaillé avec des artistes comme Queen, Sting, David Byrne, Midnight Oil ou Youssou N'Dour. Sur ce disque et pour la tournée 2010, le trio s'accompagne d'une section de cuivres, emmenée par le trompettiste Michel Delage (Marcel Azzola, Marc Fosset), avec Laurent Agnès (trompette), Pascal Faidy (saxophone) et Marc Antony (trombone).
D'une veine plus folk, Soleil blanc flirte aussi avec le blues de Robert Johnson, avec des accents rockabilly, charleston et zydeco. Se déroulant comme un road movie façon Quentin Tarantino, on y croise une Valse des Apaches et une « chanson de comptoir ». Le titre Comme une pierre qui roule est un hommage à Bob Dylan, Red Cardell reprenant d'ailleurs régulièrement devant son public Like a Rolling Stone.
Lors de la tournée qui suit, de nouveaux invités apparaissent sur scène, tels que Dave Pegg, bassiste de Fairport Convention et Jethro Tull, pour le départ de la Transat AG2R, au Cornouaille, aux fêtes maritimes de Douarnenez et au Festival des Filets bleus, ou encore Thierry Runarvot (contrebasse), ancien Penfleps et cofondateur de l'Ensemble Matheus, pour une représentation exceptionnelle au Théâtre de verdure de la forêt de Huelgoat, en plein cœur du Parc naturel régional d'Armorique.

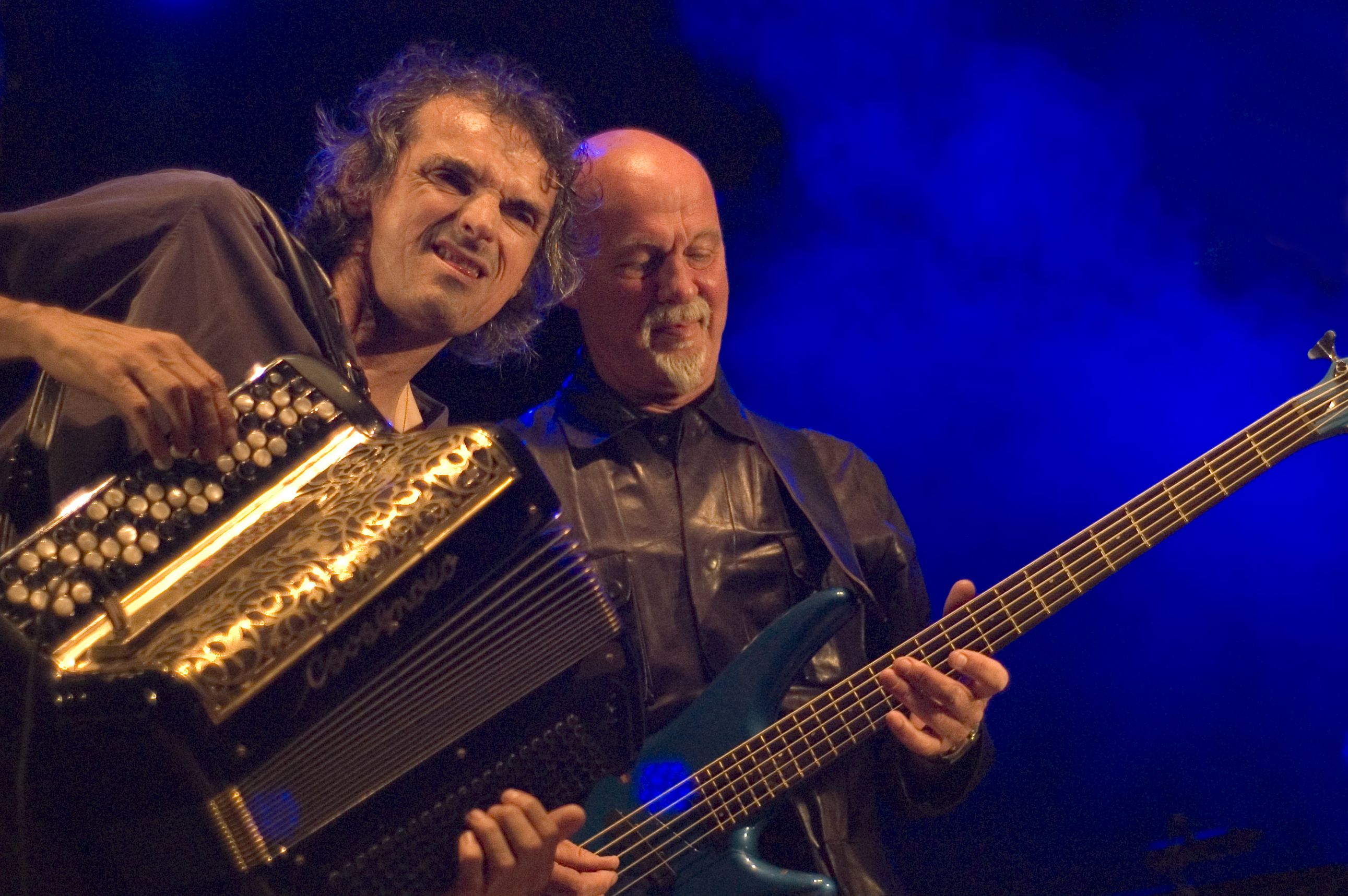
Jean-Michel Moal ici au côté de Dave Pegg le bassiste de Fairport Convention juste avant sa mise en retrait du groupe à la suite d'ennuis de santé après l'été 2011.

Avant une nouvelle escapade en Ukraine et aux États-Unis à l'automne 2010, le trio entre en résidence en mars, au Manège à Lorient, pour mettre en place un spectacle en compagnie des frères Guichen, au cours duquel ils interprètent, chacun de leur côté, leur propre répertoire, avant de se retrouver pour le final sur un répertoire inédit en commun. La première a lieu dans le port de la compagnie des Indes, le 2 avril,. Cette relation entre les deux ensembles bretons, faite d'admiration réciproque, date de l'époque où ceux-ci révolutionnaient le fest-noz avec Ar Re Yaouank, tout comme celle qui les unit à Dan Ar Braz, sans doute leur plus proche compagnon de route avec pas moins de cinquante apparitions en concert auprès de Red Cardell. Yuna (Wonderbraz, Turbo Sans Visa), la fille de Dan Ar Braz, a d'ailleurs fait ses classes en accompagnant le groupe comme roadie à partir de 1992.

### Première du Fest-Rock avec Bagad Kemper (2011)

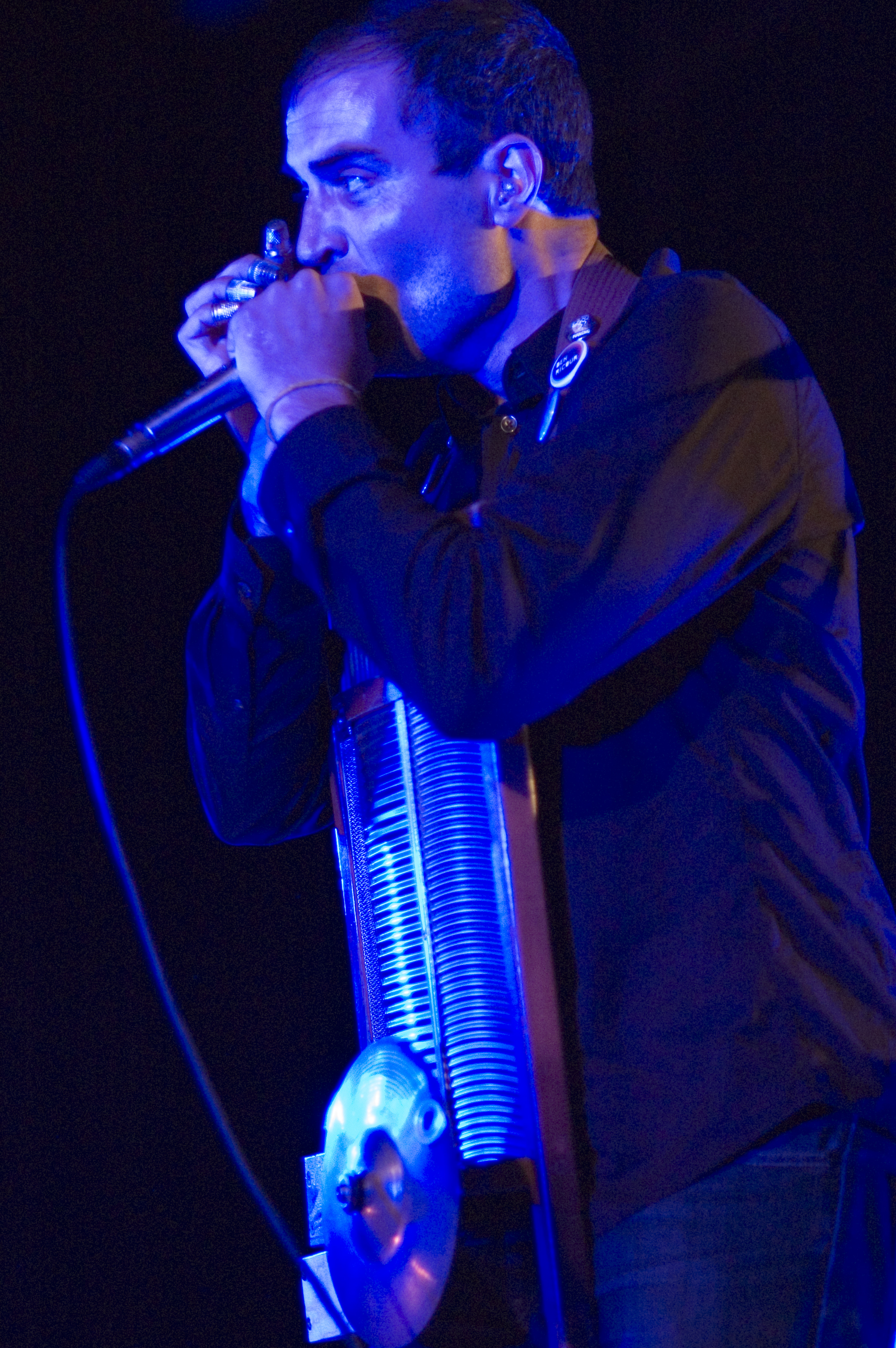
Mathieu Péquériau, intègre le groupe comme quatrième membre quelques mois avant le retrait de Jean-Michel Moal.

Début 2011, ils participent, avec d'autres artistes bretons, au spectacle en hommage à Danielle Messia. L'harmoniciste Mathieu Péquériau, ami de Manu Masko, est sollicité pour remplacer Jean-Michel Moal, empêché pour quelques concerts. Les trois musiciens lui proposent finalement d'intégrer le groupe, dont il devient le nouveau membre au printemps. Le 12 août, lors de leur traditionnelle tournée estivale sur les côtes bretonnes, ils montent, pour leur troisième participation, sur la grande scène du Festival du chant de marin de Paimpol, en compagnie des Chieftains et de Simple Minds. Le 18 août, ils ont rendez-vous avec les Britanniques The Levellers au Festival de la Saint-Loup à Guingamp et, le lendemain, en tête d'affiche du Festival des Filets bleus à Concarneau. Fin 2011, un CD trois titres du groupe, incluant Mathieu Péquériau, reprend Honky Tonk Women, tel un dernier coup de chapeau du « Keith Richards breton » - Jean-Michel Moal - aux Rolling Stones. En effet, ces concerts et cet enregistrement sont les derniers auxquels participe Jean-Michel, excepté une toute dernière apparition lors de la deuxième soirée du Fest-Rock en fin d'année, des ennuis de santé l’amenant à se mettre en retrait du groupe. Il participe néanmoins à l'élaboration du livre de leurs vingt ans. Côté livre, celui écrit par Luc Rodaro, Le festival du chant de marin de Paimpol, qui paraît en 2012 aux éditions Planète rêvée, présente une photo des deux « frères de la note », que sont Moal et Riou, pour illustrer sa couverture.
Fest-Rock est la rencontre inédite entre deux formations incontournables de la scène musicale bretonne, le Bagad Kemper (champion en titre et bagad le plus récompensé du championnat national des bagadoù) et Red Cardell. Cette création est proposée par l'association Très Tôt Théâtre, pour fêter les dix ans de son festival TàTÂ (Théâtre à Tout Âge), les 17 et 18 décembre 2011. Elle y associe cinq-cents enfants qui assurent les percussions. Le spectacle, mis en lumière par Ludovic Le Bihan, l'éclairagiste attitré du groupe depuis 2001, est joué en deux représentations au Pavillon de Quimper, devant cinq-mille spectateurs.
Le 31 mars 2012, lors du concert à Quimper en soutien à la manifestation du collectif Deomp de'i, Red Cardell joue trois titres avec le Bagad Kemper puis chante E-kreiz an noz, en hommage au « grand » Youenn Gwernig, décédé six ans plus tôt, poète humaniste, ami de Jean-Pierre Riou et défenseur de la langue bretonne. Cette manifestation en faveur de la ratification par la France de la Charte européenne des langues régionales ou minoritaires, organisée par Gweltaz Ar Fur et Tangi Louarn, les fondateurs de la première école Diwan dans la capitale de Cornouaille, est suivie par dix-mille personnes. Quelques dates du Fest-Rock sont organisées par Kerne production, leur tourneur commun, aux festivals de Cornouaille à Quimper et Kastell-Paol à Saint-Pol-de-Léon, pendant l'été 2012, et au Moulin du Roc à Niort, en mai 2013. Lors d'un reportage du magazine Des racines et des ailes, alors que le groupe est en répétition avec le bagad, le styliste Pascal Jaouen, un des fils rouges de l'émission consacrée à la Bretagne programmée sur France 3 le 15 mai 2013, demande aux deux ensembles de créer la musique du prochain défilé de sa nouvelle collection 2014.

### Falling in LoveetRunning in Paris(2012–2013)

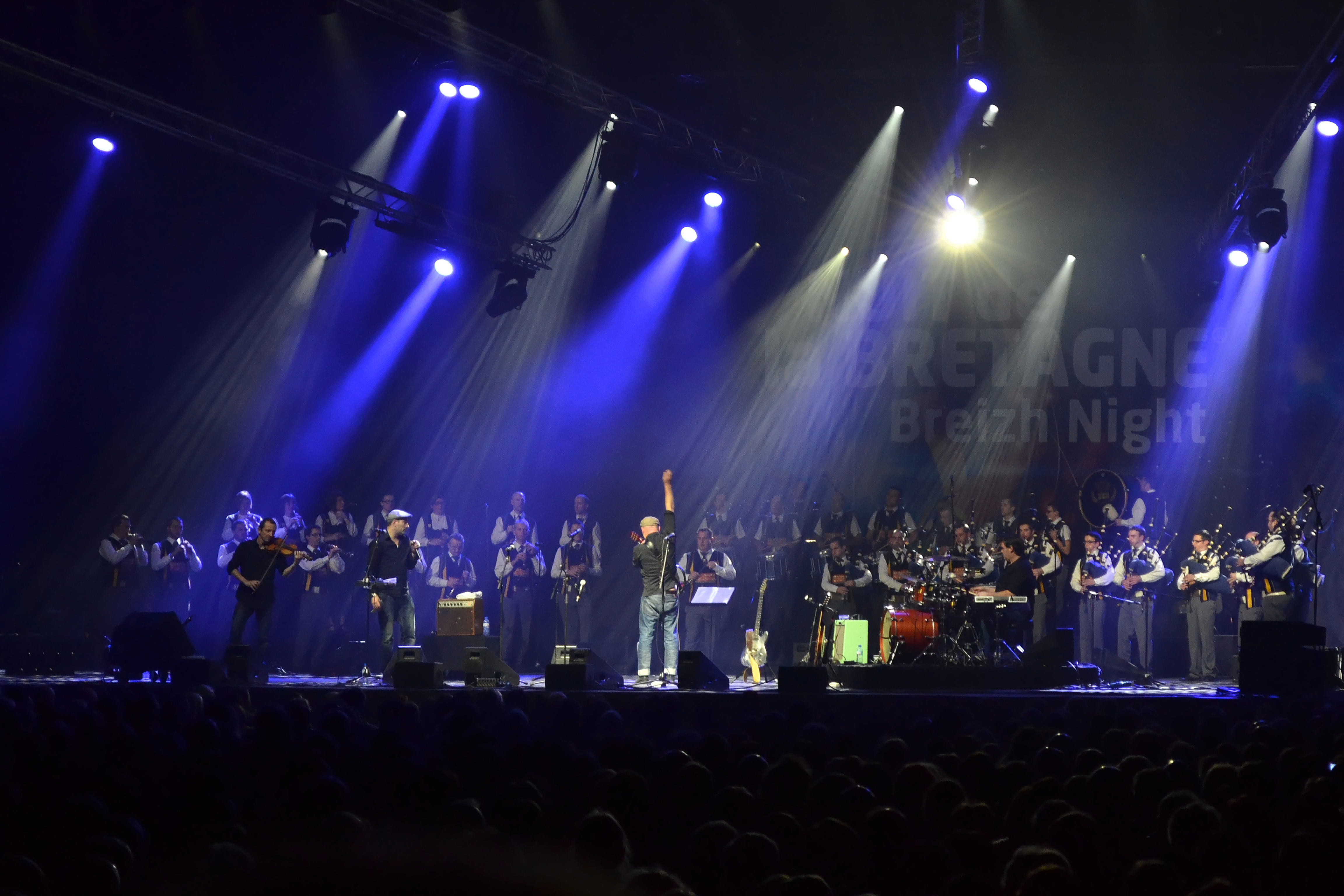
Red Cardell s'accompagne du violoniste Pierre Stéphan lors du spectacle Fest-Rock et de la tournée Falling in Love.

Au même moment, le groupe enregistre son treizième album, dans différents lieux en Bretagne et en Poitou-Charentes, en y associant le Bagad Kemper sur six titres et en invitant Dr Das d'ADF et Pierre Sañgra, avant sa tournée avec Alexis HK. Pour obtenir une mise en avant des grooves et de la voix, le mixage a lieu à New York pendant dix jours, dans l'un des studios les plus cotés du moment, le Stadium Red à Harlem, avec comme ingénieur du son Ariel Borujow, l'un des spécialistes incontestés du hip-hop (The Black Eyed Peas, Puff Daddy, Eminem…). Le visuel de la pochette est confié au graphiste Fañch Le Henaff qui s'inspire de celle de l'album The Velvet Underground and Nico réalisée en 1967 par Andy Warhol. Falling in Love sort en avril 2012 et remporte l'« Award » du meilleur album progressif de l'année, décerné par The Indie Acoustic Project (au Colorado, États-Unis),. À noter que c'est le premier album de Red Cardell avec son nouveau membre Mathieu Péquériau et que Jean-Michel Moal, en retrait du groupe, n'y participe pas.

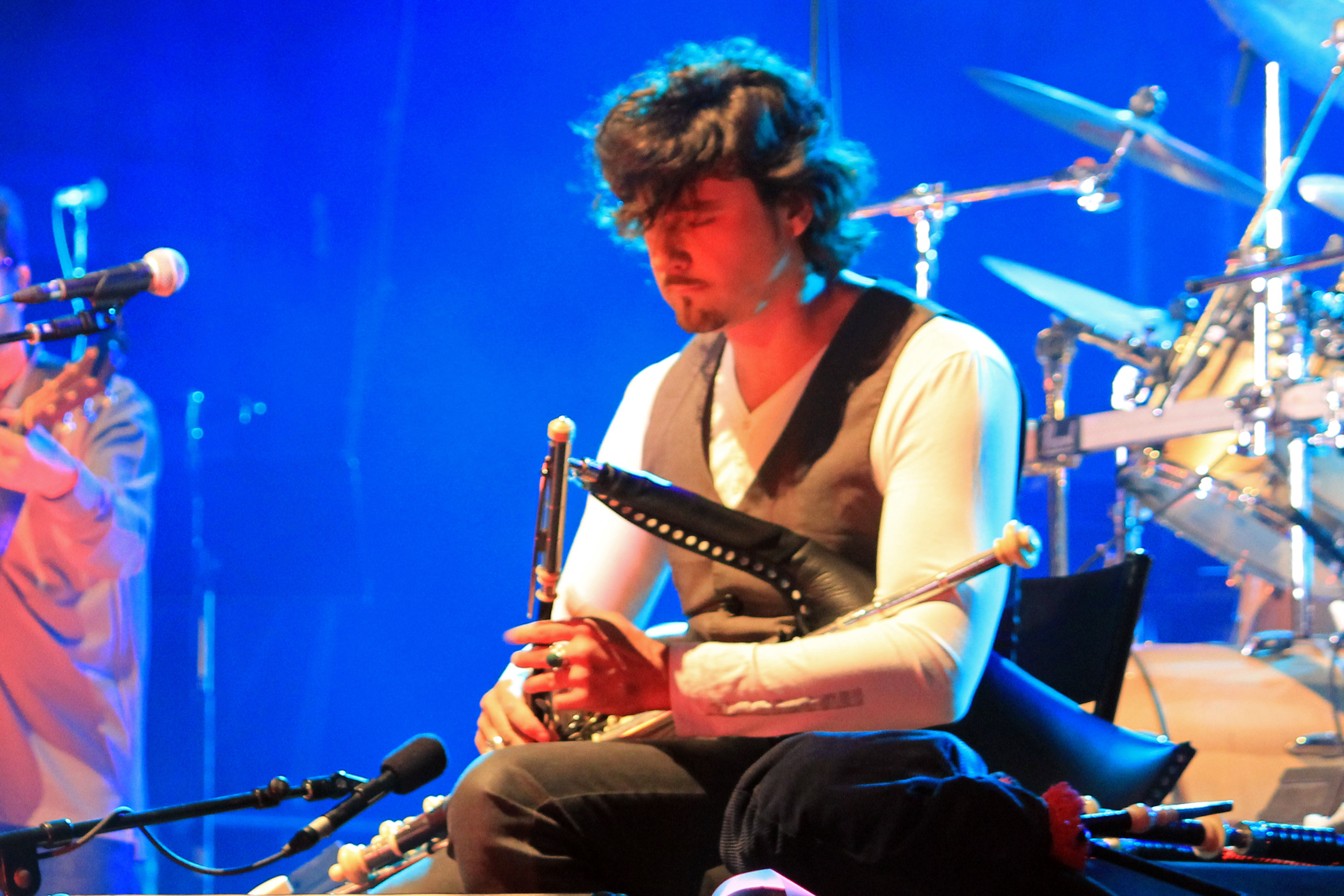
Ronan Le Bars interprète aux uilleann pipes l'introduction du morceau Si mille choses sur l'album Banquet de Cristal et participe aux tournées de 2012 à 2015.

Pour la tournée qui suit, le groupe est rejoint sur scène par Pierre Stéphan au violon et Ronan Le Bars à la cornemuse, ainsi que par des sonneurs du Bagad Kemper, pour certaines dates, excepté pour deux concerts donnés à Kiev dans deux clubs du Maïdan ou le groupe se produit en trio. Alors que sort en librairie le livre retraçant leur carrière, Red Cardell - Vingt Ans ! aux éditions Palantines,, le groupe se rend à Paris. Nicolas Rouvière, leur ingénieur du son en live et sur plusieurs de leurs albums, en profite pour enregistrer le concert du 22 novembre à La Boule Noire à Pigalle. Si c'est la première fois que le groupe enregistre dans la capitale, il a par contre souvent joué intra-muros au long de sa carrière (New Moon, Élysée-Montmartre, Bataclan, New Morning, L'Entrepôt, Café de la Danse, Batofar, Glazart, La Cigale, Divan du Monde, La Maroquinerie, Pan Piper, Jardin d'acclimatation, Salon de la musique...)
À la fin février 2013, Jean-Pierre Riou et Manu Masko retournent une semaine à Manhattan afin de retrouver Ariel Borujow pour le mixage du nouvel album live de neuf titres. Running in Paris sort fin avril chez Keltia Musique. Un autre album live, enregistrement du spectacle Fest-Rock, mixé en mars/avril par Cédric Huet au studio Siwa à Quimper, sort le 20 juin 2013. Pour l'occasion, les deux formations quimpéroises se produisent ensemble, à domicile, le 21 juin, en tête d'affiche de la Fête de la musique, sur le plateau de la déesse, au pied du mont Frugy.
Gardant toujours une dynamique de projets, le trio travaille à l'écriture et à la composition du nouvel hymne que leur a commandé l'Atlantique stade rochelais, le club de rugby de La Rochelle, après leur prestation remarquée aux Francofolies, le 11 juillet 2012. Le groupe compte en effet deux poitevins à l'époque parmi ses trois membres. En parallèle, Manu Masko sort en février 2013 I'm DFMB, l'album de son projet solo, Don'tForgetMyBreakfast, distribué par Keltia Musique, tandis que, de son côté, Jean-Pierre Riou sort en septembre, Petite love, le deuxième album de son premier groupe Les Joyeux Fusibles, vingt ans après le premier.
Après seulement quelques concerts durant l'été 2013 - dont une première partie des mythiques The Animals à Ypres - le groupe conclut la période estivale par une prestation à la Fête de l'Humanité à La Courneuve le 13 septembre 2013, rejoint sur scène par Dr Das d'Asian Dub Foundation. Début octobre 2013, quelques mois après le départ de Jean-Philippe Mauras, directeur de Kerne Production, le groupe remercie le travail effectué par l'équipe du tourneur quimpérois, puis annonce intégrer Arsenal Productions, la société d'organisation de concerts et tournées de Marc Ribette basée à Brest.

### La Nuit de la Bretagne, The Celtic Social Club,Gwenn ha Du(2014)
Fin 2013, Red Cardell est invité à la Maison de la Bretagne, à Paris, pour l'annonce officielle de la deuxième édition de La Nuit de la Bretagne, trois soirées auxquelles le groupe participe, début 2014 (en compagnie de couples de chanteurs et sonneurs, de danseurs du cercle des Bruyères de Beuzec-Cap-Sizun, du collectif Le Jeu à la Nantaise et du Bagad Kemper) : le 11 janvier au Parc de Langolvas à Morlaix, le 18 janvier au Palais omnisports de Paris-Bercy (diffusé en direct sur Paris Première) et le 1er février au Zénith de Nantes Métropole. Après le succès de ces trois soirées devant 18 000 spectateurs, l'organisateur de l’événement, BVC Organisation, annonce deux nouvelles dates : le 27 décembre 2014 à Brest Arena, la toute nouvelle salle du port du Ponant, et le 21 février 2015 au MusikHall à Rennes
Le 4 avril 2014, lors d'une conférence de presse au Ceili pub à Quimper, les Vieilles Charrues dévoilent la création de l'année et la présence de The Celtic Social Club, le 18 juillet sur la scène Kerouac, entre les prestations de Tinariwen et Elton John. Pour l'occasion, le collectif donne son premier concert officiel devant cinquante-mille festivaliers. L'enregistrement du concert est diffusé en intégralité dans la soirée sur France Inter. L'ensemble, initié et dirigé par Manu Masko, est une adaptation contemporaine de la musique celtique autour d'un collectif de sept musiciens (dont les trois membres de Red Cardell, Jimme O'Neill, Ronan Le Bars...) et d'invités venant d'horizons différents, comme le rock, la musique traditionnelle, le blues, le folk, le reggae ou le rap (Winston McAnuff, Louise Ebrel, IC Will, Colline Hill...) Pour cette formation, alors que Keltia Musique sort un premier album le 18 juin, Caramba spectacles annonce une tournée en 2015, avec une date parisienne prévue à La Maroquinerie à Ménilmontant, dont la préparation se fera en résidence à la Sirène, la salle de musiques actuelles de La Rochelle.
Durant l'été, en compagnie du Bagad Kemper, Red Cardell se produit lors d'autres grands évènements bretons et européens, comme le 30e Festival Internacional do Mundo Celta d'Ortigueira en Galice (devant 30 000 aficionados), les soixante ans de la fête des brodeuses à Pont-l'Abbé, la capitale du Pays Bigouden, en juillet, puis le 44e Festival interceltique de Lorient en août. Pour ce dernier concert et sa première participation au Fest-Rock , Pierre Sangra remplace Pierre Stéphan au violon.
Le styliste et brodeur Pascal Jaouen dévoile sa collection « Gwenn-ha-du » le 12 octobre 2014 au Manoir des Indes à Quimper. La musique du défilé est signée Red Cardell et Bagad Kemper. La création musicale a été proposée, par le brodeur, aux deux formations quimpéroises, en 2012, lors de répétitions du spectacle Fest-rock. Le couturier leur donne une carte blanche, mais avec des figures imposées et un fil conducteur à respecter. Comme des violons, de l'accordéon ou des gwerz sont désirés par le créateur, l'ensemble fait appel à des invités : Armel an Héjer (chant), Tanya Morgan (chant), Hurtopravci (chœurs), Thomas Moisson (accordéon), Pierre Sangra (violon, violoncelle), Pierre Stéphan (violon) et Ronan Le Bars (uilleann pipe, cornemuse). Un album mixé à New-York par Ariel Borujow et intitulé Gwenn-ha-Du, bande son originale du défilé, sort le 21 octobre sur le label Coop Breizh.
Le 31 décembre 2014, Red Cardell donne son dernier concert de l'année à Chypre sur la scène du cabaret Brooklyn Dyker Heights à Limassol.

Participants à l'album Gwenn Ha Du
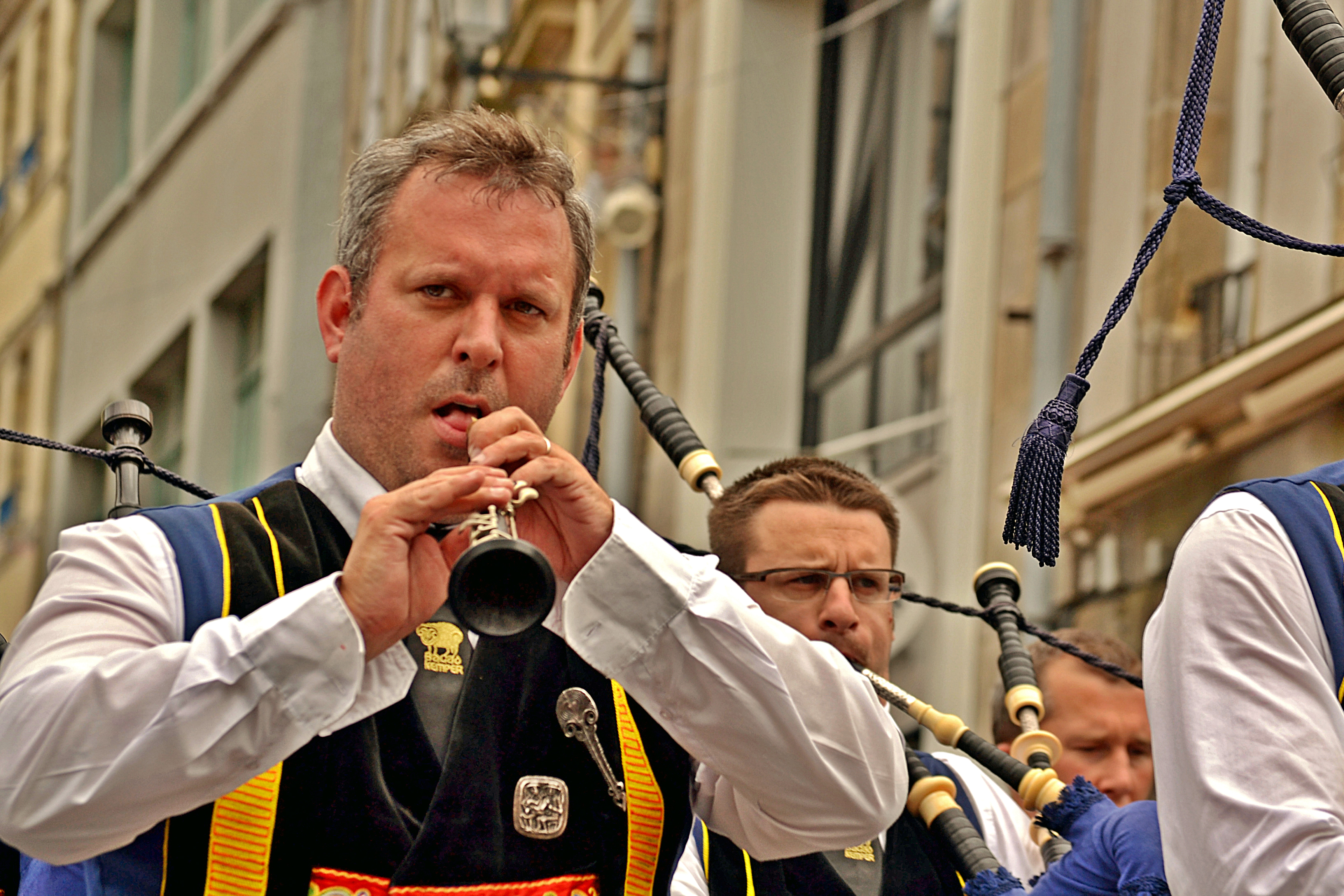
Steven Bodénès.
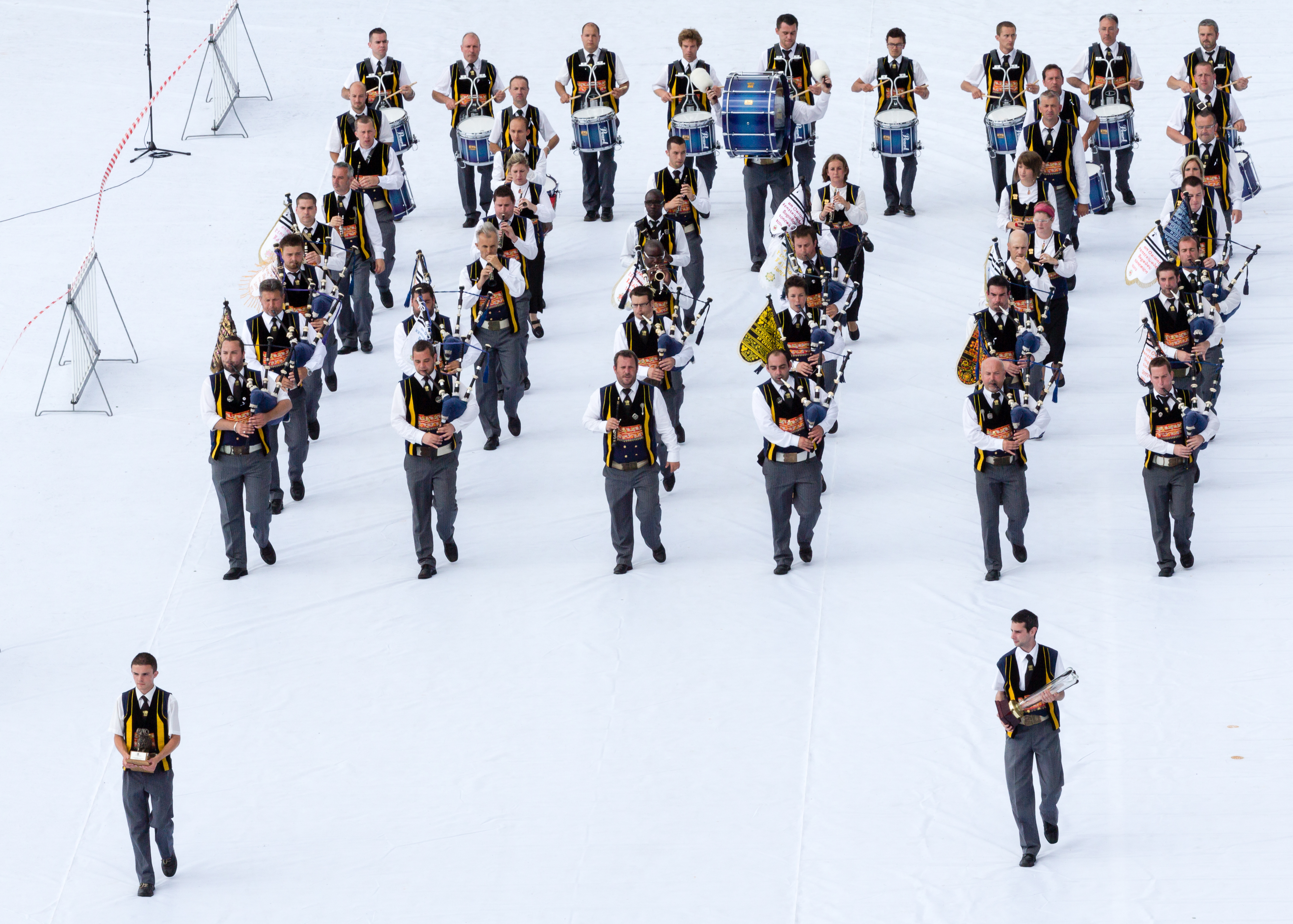
Bagad Kemper.
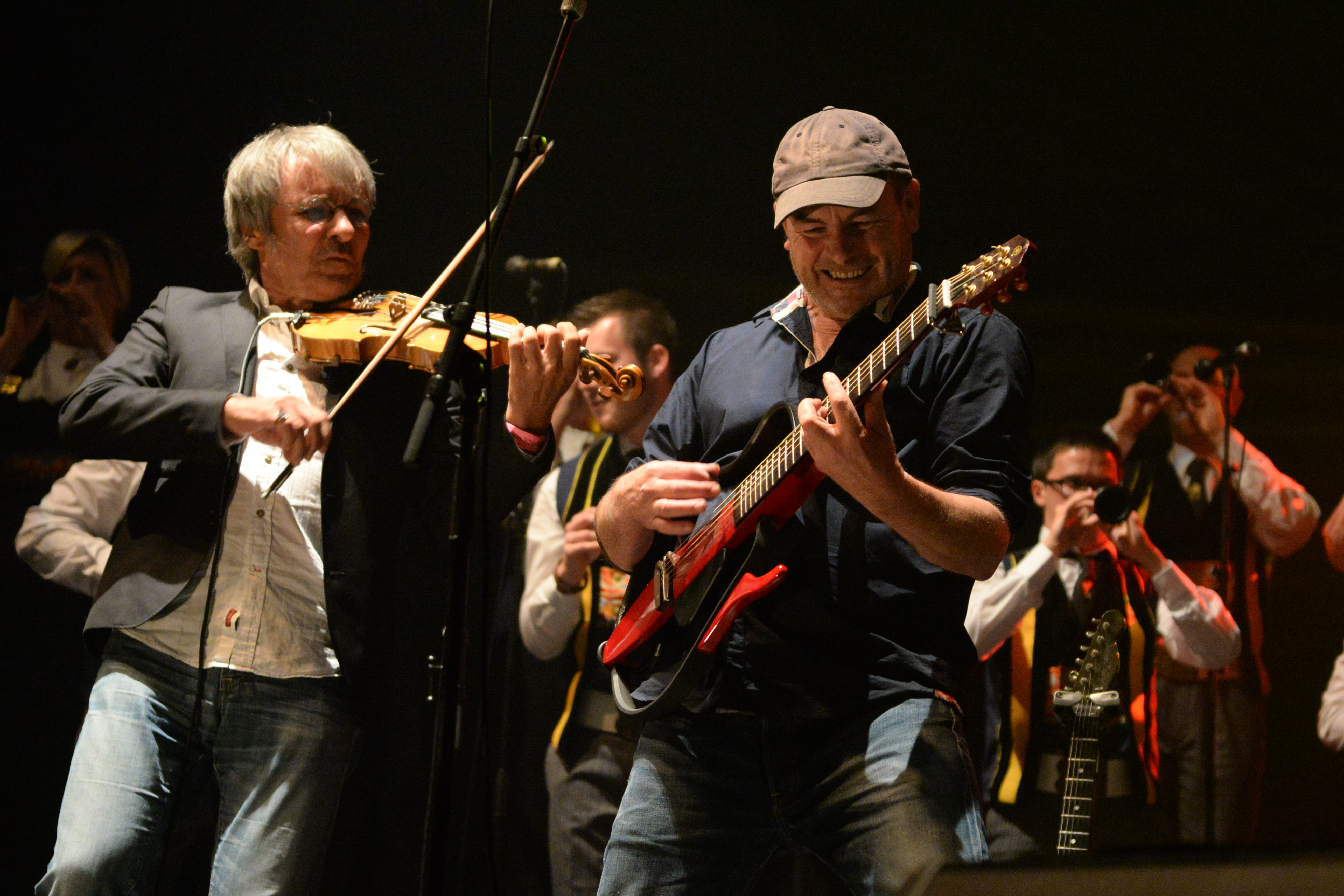
Pierre Sangra et Jean-Pierre Riou.
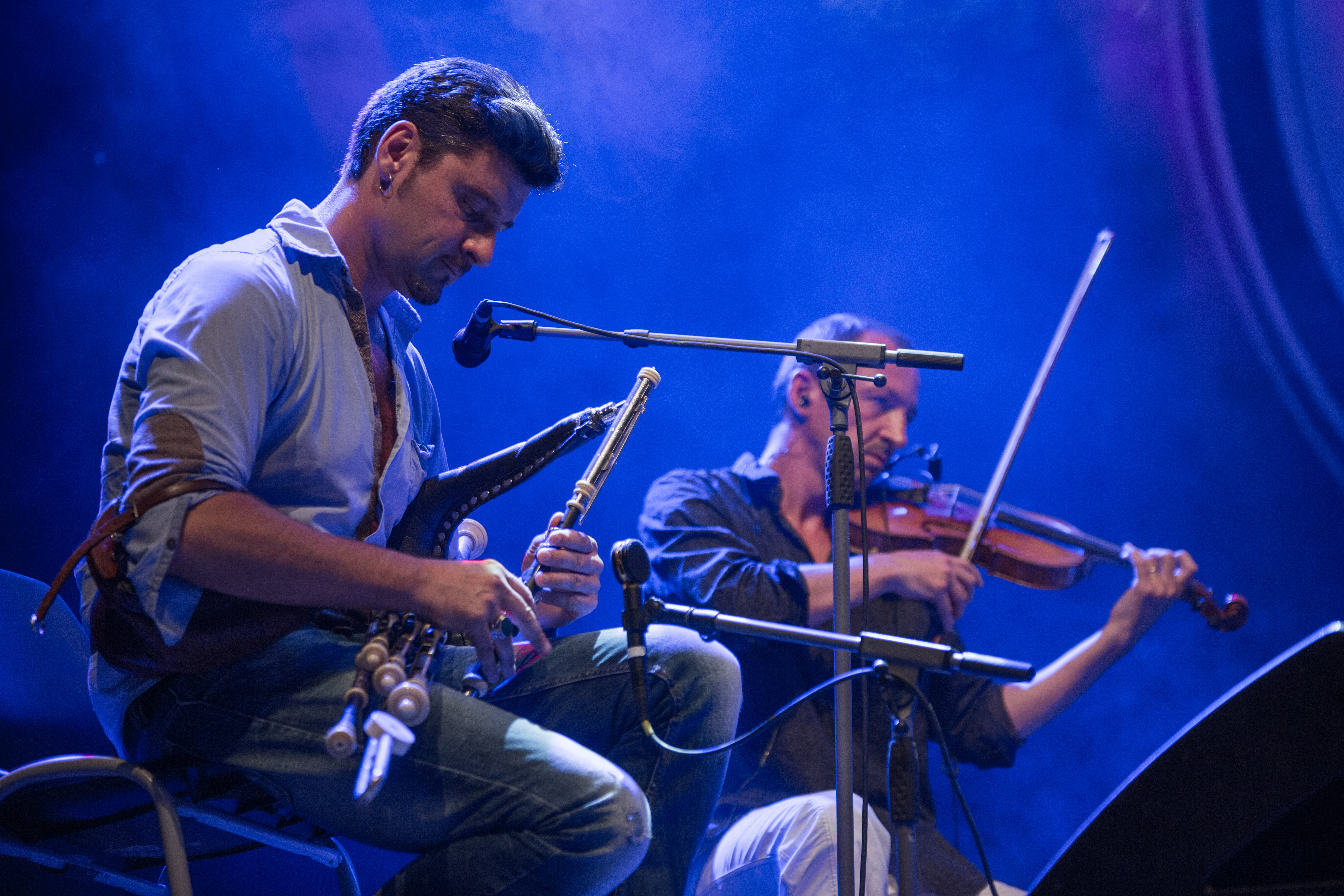
Ronan Le Bars et Pierre Stéphan.
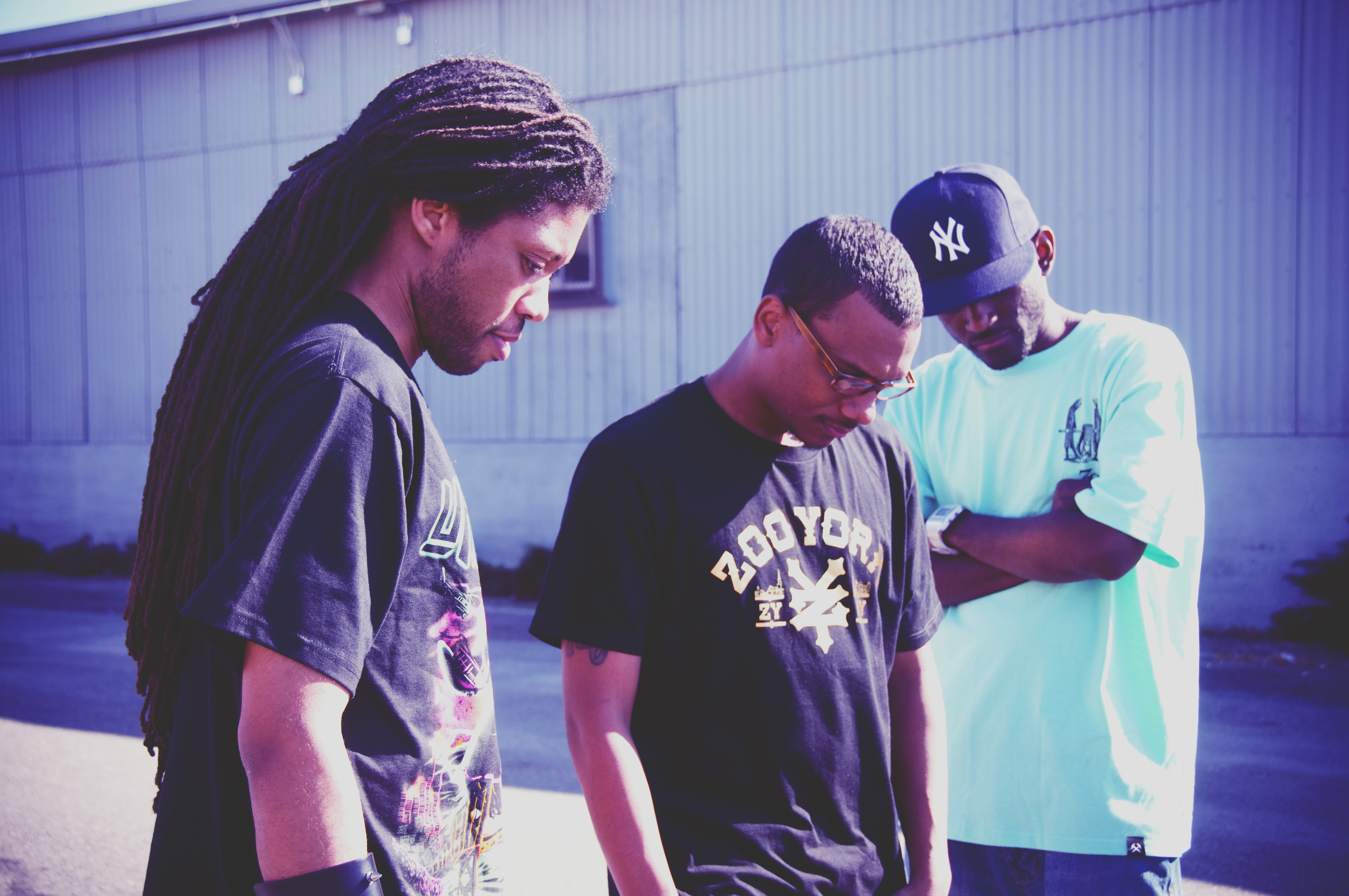
Tanya Morgan.
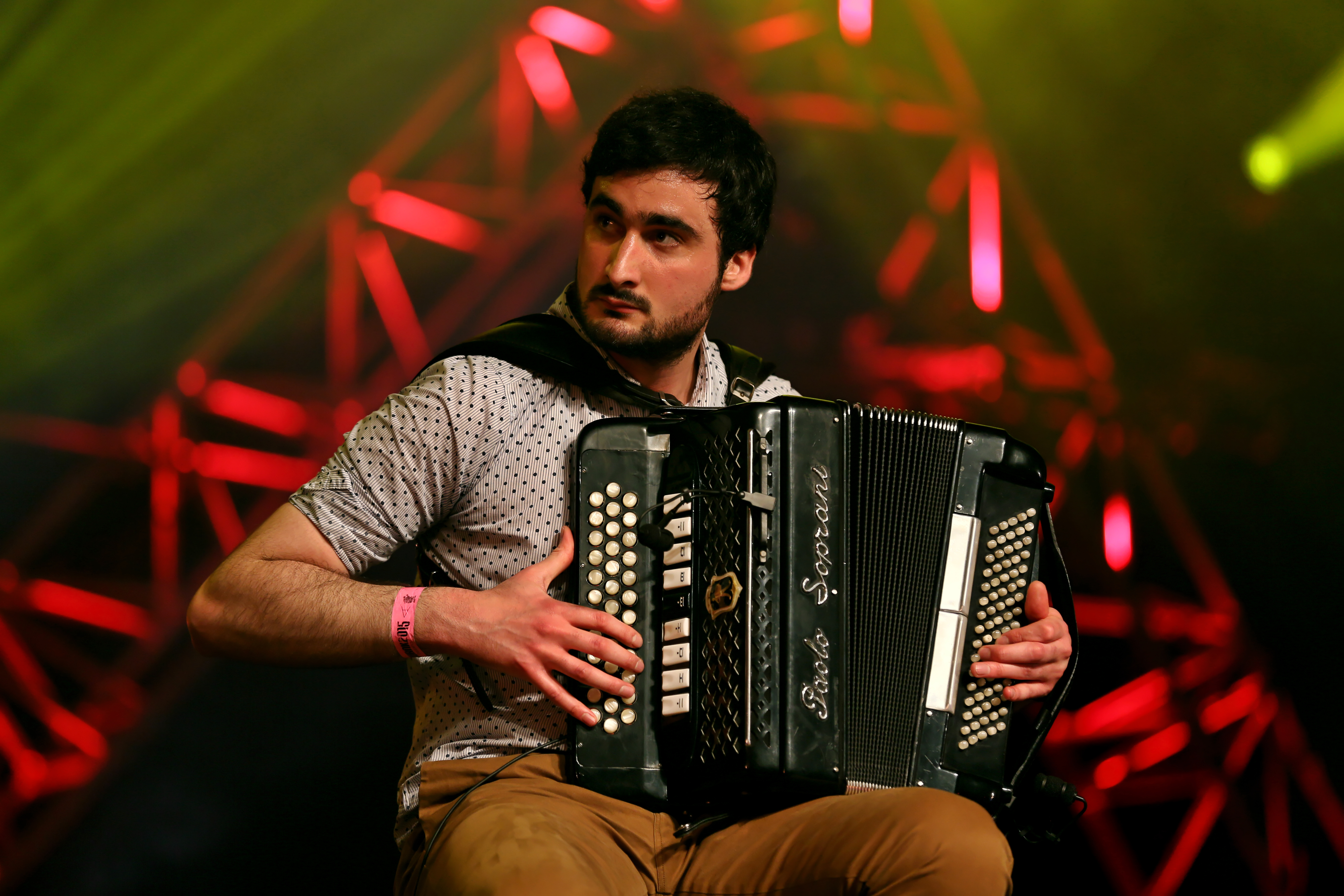
Thomas Moisson.

### Tournée au sein du Celtic Social Club (2015)

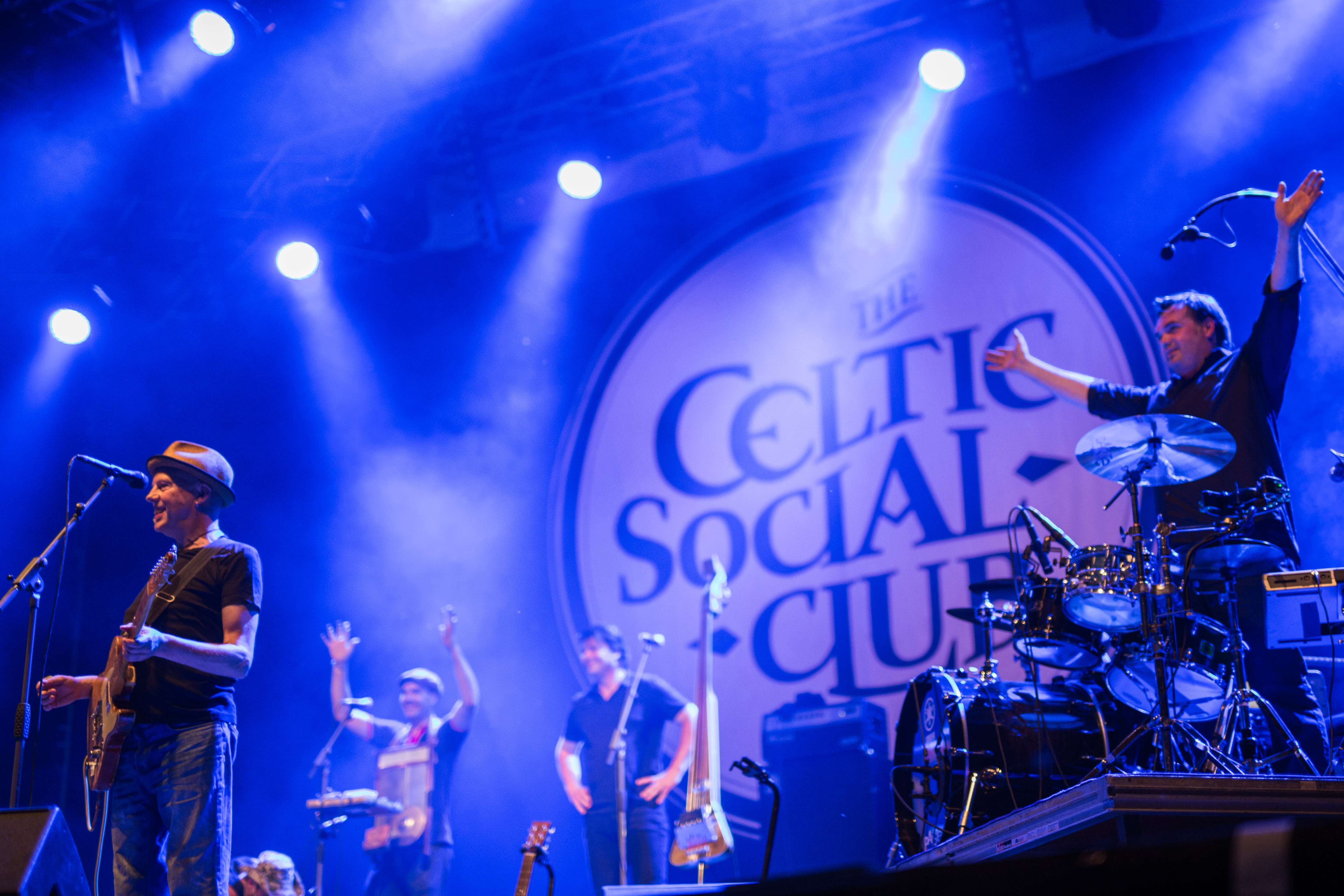
The Celtic Social Club en Allemagne, au TFF Rudolstadt 2015.

The Celtic Social Club réalise une tournée, qui débute par plusieurs salles en Bretagne, l'Aéronef à Lille puis en mai il est programmé à New York pour l'enregistrement d'un album live acoustique, à Paris dans le cadre de la Fête de la Bretagne, au Festival Papillons de nuit en Normandie et en Lorraine. L'été, le collectif passe par le Pays catalan, au TFF (Tanz und FolkFest) Rudolstadt en Allemagne, le Poitou et de retour en Bretagne au Festival de Cornouaille à Quimper. En août, après le Festival du bout du monde à Crozon, la bande est en Suisse aux Fêtes de Genève, au Festival celte en Gévaudan et clôture son tour par des festivals dans l'ouest dont le 15 août pour la soirée du 45e anniversaire du Festival interceltique de Lorient avec comme invités Winston McAnuff et Fixi, en compagnie des écossais de Simple Minds et le lendemain 16 août, précédent sur scène Souad Massi, Luz Cazal et Youssou N'Dour, au Festival du chant de marin de Paimpol.
En parallèle de la tournée avec le « Celtic », Red Cardell joue début avril en tête d'affiche du Printemps de Châteauneuf, l'un des principaux concours de sonneurs en Bretagne, puis donne deux concerts en compagnie du Ronan le Bars Group à Langan et Plougastel-Daoulas ainsi que pour quelques événements comme des Fest-Rock « open air » à Bénodet et en presqu'île de Quiberon en juillet, le Corso fleuri de Sélestat en Alsace et le Festival des Filets bleus à Concarneau en août.
Début octobre 2015, Manu Masko annonce son départ de Red Cardell sur sa page Facebook, relayé par la presse, et déclare se consacrer pleinement au Celtic Social Club. De son côté Jean-Pierre Riou précise poursuivre l'aventure, écrire de nouvelles chansons et préparer un nouveau collectif. Ni l'un, ni l'autre ne commentent ce choix. Jean-Pierre Riou, quelques jours plus tard, annonce sur le site web de Red Cardell un nouvel album, dont la sortie est prévue en mars 2016 chez Keltia musique et dont l’écriture est en cours avec Jean-Michel Moal.
Le 30 octobre 2015 The Celtic Social Club sort l'album Unplugged New York City sur le label Keltia Musique Le 13 novembre le collectif est nommé aux « 2e Victoires de la Bretagne » dans la catégorie « Victoires de l'artiste de l'année » en compétition avec le Bagad de Vannes et le dessinateur de bandes dessinées Patrice Pellerin.

### Un Monde tout à l'enversetBienvenue(2016–2017)

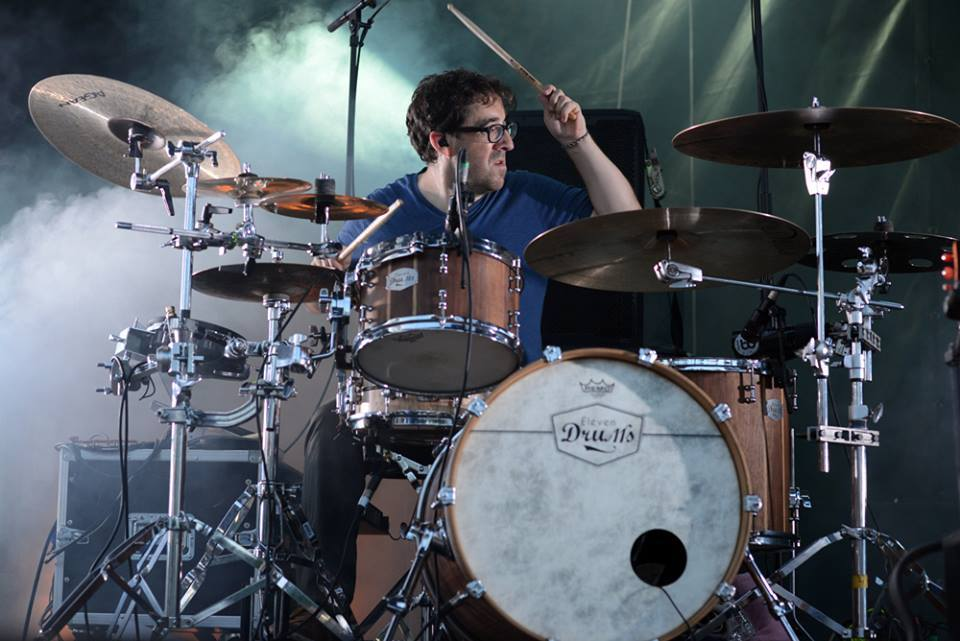
Hibu Corbel.

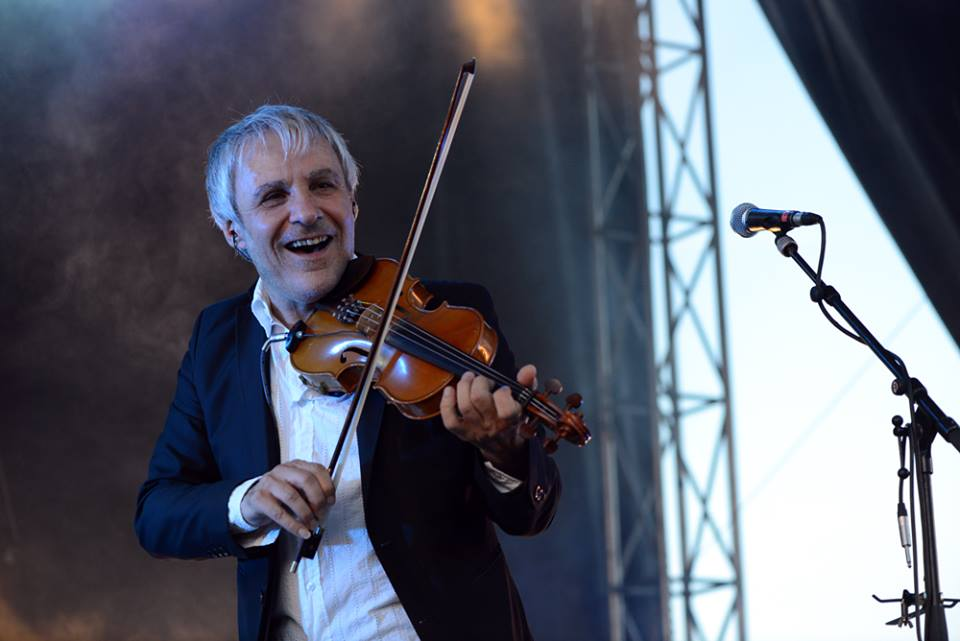
Pierre Sangra

Jean-Pierre Riou et Jean-Michel Moal, cofondateurs du groupe en 1992, se retrouvent après quatre années de séparation. Ils sont accompagnés pour cette nouvelle formation par le multi-instrumentiste Pierre Sangra (Thomas Fersen, Charlélie Couture), un proche depuis l’album Naître, en 2006, et le batteur Hibu Corbel (Robin Foster, Alexis HK).
Le nouveau quatuor se regroupe début décembre 2015 au Novomax, le nouveau pôle musical de Quimper, pour des premières répétitions en commun et annonce un concert dans le lieu le 30 avril 2016.
Début janvier 2016, les quatre musiciens se retrouvent au studio Le Chausson et sur le plateau de l'espace culturel An Dour Meur à Plestin-les-Grèves pour les séances d'enregistrement du nouvel album avec leur ingénieur du son Nicolas Rouvière, puis à la fin du même mois au studio Black Box à Noyant-la-Gravoyère en Anjou pour finaliser le mixage sur une console analogique, et enfin le mastering. Début février, le groupe enregistre quatre titres sur scène pour l'émission Ascenseur pour le Live, pour une diffusion sur Tébéo et TébéSud le 20 mai suivie de retransmissions. L'album Un monde tout à l'envers, dont le titre évoque un nouveau départ pour tout recommencer, sort le 29 mars 2016 chez Keltia Musique.
La tournée 2016, qui s'appelle reTournée, débute par une quinzaine de lieux en Bretagne : la dernière semaine d'avril à Rennes au Mondo Bizarro pour deux jours de résidence suivis de deux représentations, puis à Brest au cabaret Vauban et à Quimper au Novomax. Le guitariste Léo Riou, fils de Jean-Pierre, rejoint le groupe pour le final de plusieurs des concerts de l'été, notamment en compagnie de Dan Ar Braz et Dave Pegg pour celui du Festival de Cornouaille le 22 juillet.
En parallèle de la reTournée, le groupe travaille sur une nouvelle création proposée par l'association Très Tôt Théâtre, pour les quinze ans de son festival TÀTÂ (Théâtre À Tout Âge) et présentée début juin 2016 lors d'une rencontre avec les auteurs et d'une partie des artistes aux ateliers du jardin du pôle culturel Max Jacob à Quimper.

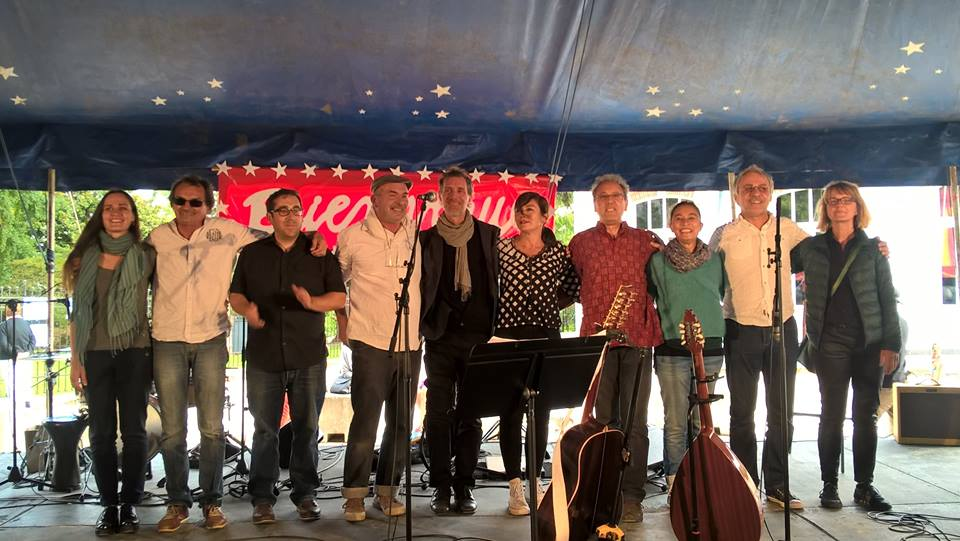
Les artistes du spectacle Bienvenue.

Bienvenue est choisi comme nom au projet qui consiste en un concert rock tout public avec les musiciens de Red Cardell et cinq artistes invités, originaires des cinq continents : Cynthia Phung-Ngoc (Viêt Nam) pour l'Asie, Irina Danileyko (Ukraine) pour l'Europe, Emmelene Landon (Australie) pour l'Océanie, Farid Aït Siameur (Algérie) pour l'Afrique et Jean-François Dumas (Québec) pour l'Amérique. Coécrit par Jean-Pierre Riou et Karin Serres, un album éponyme des dix-sept chansons du spectacle sort le 1er décembre 2016 sur leur label Kashabar, distribué par Coop Breizh, suivi d'une première tournée de dix concerts dans le Finistère.
En 2017, le groupe tourne essentiellement en Bretagne mais on les retrouve aussi pour trois concerts exceptionnels sur scène à Paris au Pan Piper (en compagnie du groupe luxembourgeois Dream Catcher), au Folklorefest à Krefeld en Allemagne et à Sydney en Australie.

### Courir,Nerzhet pandémie de Covid-19 (2018–2020)

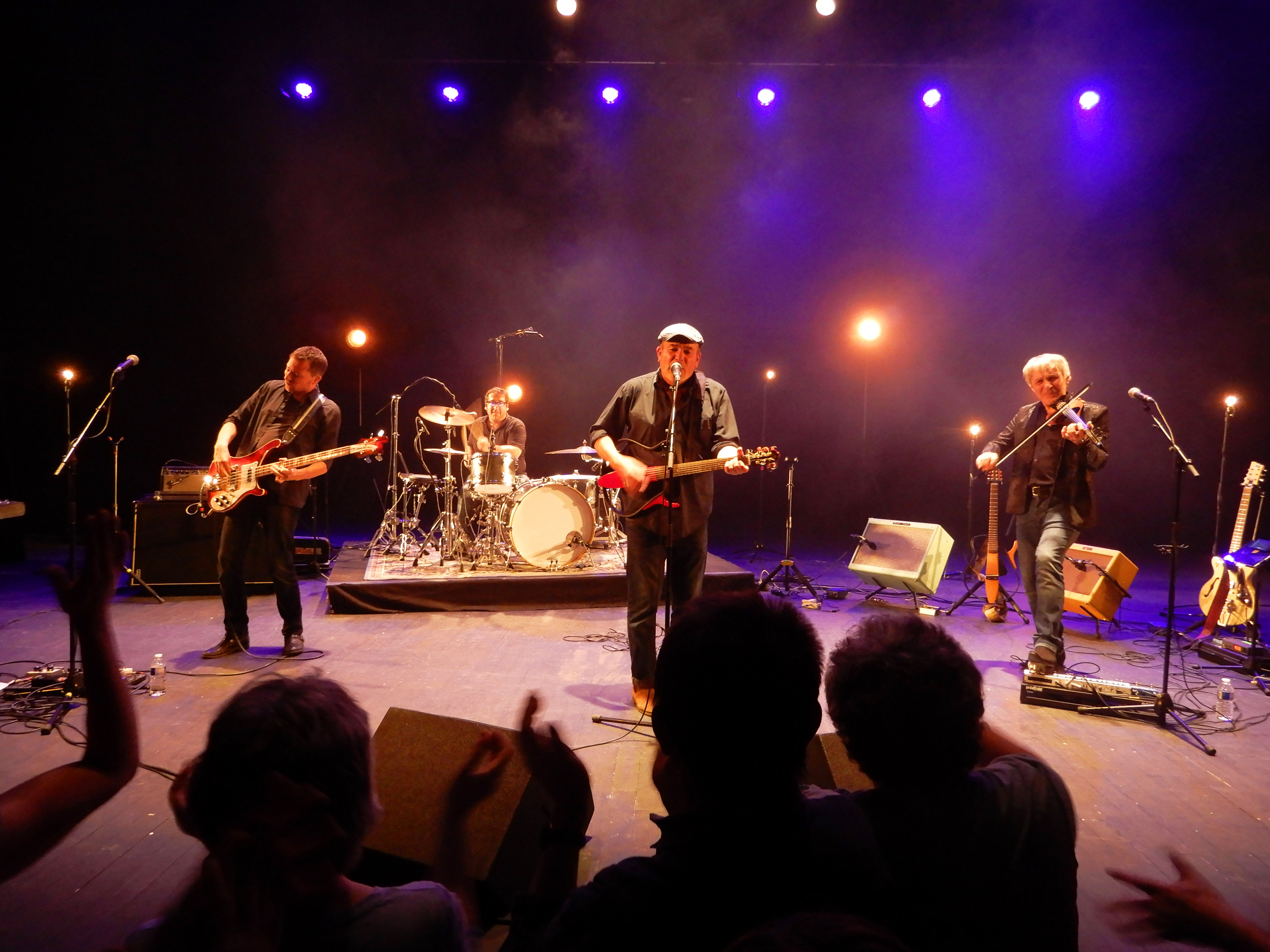
Red Cardell avec Fred Lucas à la basse en concert à Bruz en mai 2019.

À partir du mois de juin 2017 les musiciens se retrouvent régulièrement en studio pour des « sessions live » comme à leur début afin de renforcer leur cohésion et écrire et composer à quatre mains leur nouvel album. Courir, qui est leur vingtième opus, sort le 13 avril 2018 chez Coop Breizh. Pour la tournée d'une trentaine de dates à suivre et comme Jean-Michel Moal doit tirer sa révérence après vingt deux ans d'activité au sein de Red Cardell à cause de ses ennuis de santé, la bande fait appel au bassiste et claviériste nantais Fred Lucas et l'intègre comme nouveau membre, alors que Pierre Sangra se charge de jouer toutes les mélodies, principalement au violon et aussi aux mandolines et guitares.
En juillet, dans le cadre du festival de Cornouaille, Red Cardell réalise une création originale en compagnie des Red Goes Black, le groupe rock rythm’ and blues de Douarnenez qui monte, et invite en Guest-stars Dan Ar Braz et le Bagad Kemper.

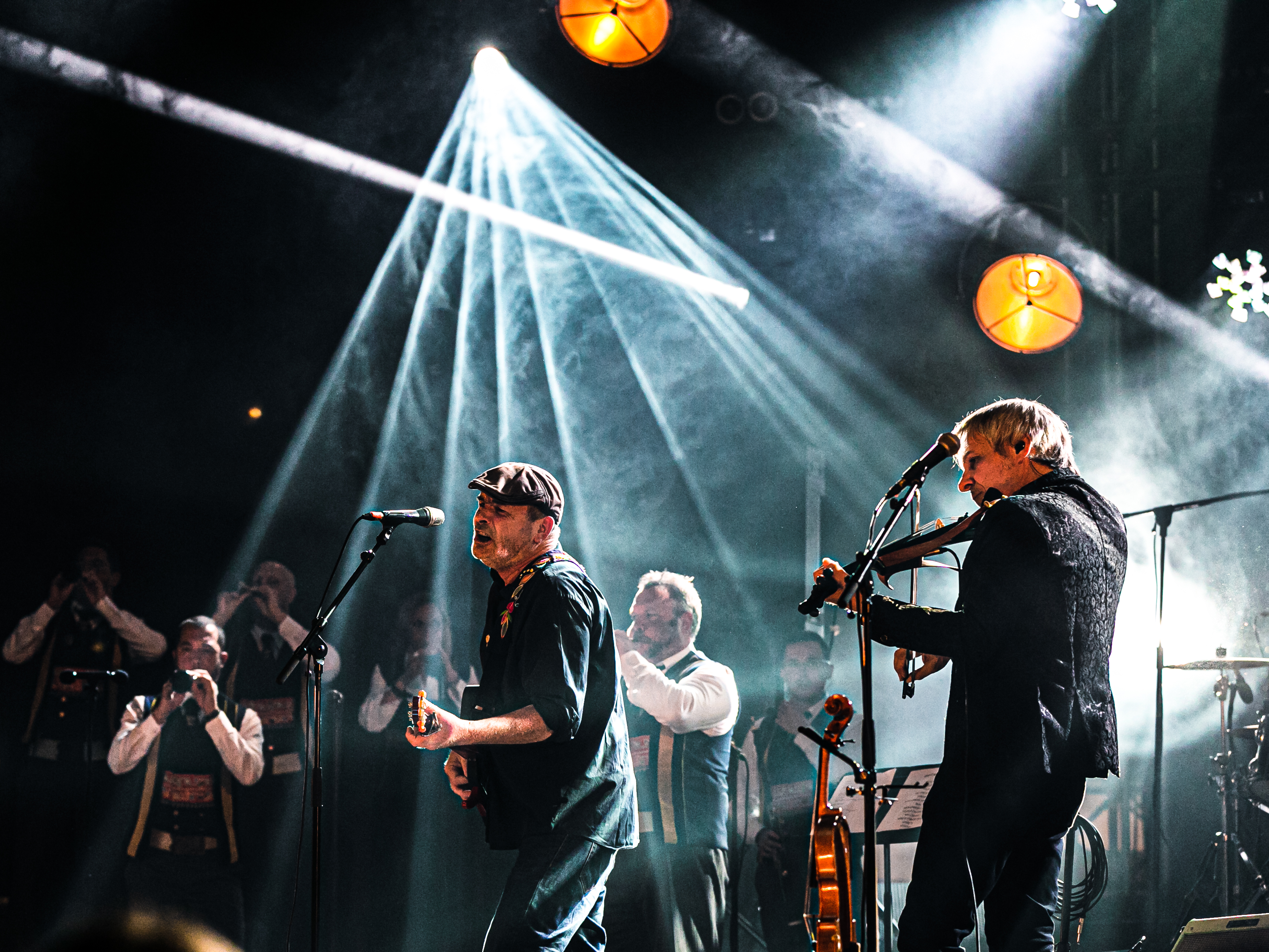
Création Nerzh pour les 70 ans du Bagad Kemper au festival interceltique de Lorient 2019.

Le Bagad Kemper qui va fêter ses soixante-dix ans l'année suivante profite de l'occasion pour proposer une nouvelle fois à Red Cardell de travailler sur une création commune. Le 9 août 2019, les deux ensembles quimpérois jouent la première de leur nouvelle création Nerzh au festival interceltique de Lorient et le 13 septembre sortent l'album studio de la création sur le label Coop Breizh suivi d'un concert au Pavillon de Quimper le 4 octobre. Alors qu'ils sont programmés le 7 mars 2020 à l'affiche de La Nuit de la Bretagne à Paris La Défense Arena (la plus grande salle d'Europe), le spectacle qui devait accueillir quarante mille spectateurs est annulé à cause de la pandémie de Covid-19 en France.
Nerzh poursuit son aventure malgré le confinement avec le tournage du clip Er Gêr - A la maison par Thelo Mell en avril et la rediffusion du concert à l'Interceltique en partenariat avec France 3. Ces diffusions sont relayées par la presse et rencontrent le succès sur les réseaux sociaux avec de nombreux partages (facebook, twitter, youtube) avec deux cent mille vues pour le clip et près de cent mille pour le concert.
Lors du premier confinement, Red Cardell diffuse un clip d'une reprise de leur chanson Moi je suis mon meilleur ami parue sur l'album Rock 'n' roll Comédie vingt ans plus tôt puis juste avant le second confinement, deux clips parmi dix titres enregistrés en acoustique, dans des conditions live, au studio Le Chausson de leur régisseur son Nicolas Rouvière : Fantômes et À Montparnasse. Ces deux derniers clips sont précurseurs du futur album Climatik.

### Climatik, reprise des concerts,Alors(2021–2022)
L'album Climatik, qui paraît le 19 mars 2021 et disponible uniquement en digital sur les plateformes de streaming, est l'occasion pour le groupe d'innover en s'adaptant à la nouvelle donne, du fait des contraintes sanitaires liées à la pandémie, en proposant un spectacle entièrement acoustique en vue de la reprise des concerts plus intimistes car à jauges limitées et assis avec distanciations sociales dans les salles. À partir d'un cliché du photographe allemand Théo Elker, Le visuel de l'album est réalisé par Philippe Bargain, le tourneur originel du groupe qui collabore à nouveau au sein de l'équipe comme community manager depuis 2015.
En avril 2021, Red Cardell apporte son soutien aux collectifs des indépendants et intermittents du spectacle qui occupent de nombreux théâtres et scènes en France afin d'alerter les pouvoirs publics de la situation préoccupante du spectacle vivant. C'est dans le Finistère qu'ils choisissent de soutenir les actions des gens du spectacles des deux scènes nationales du département en donnant des concerts devant le ̊Théâtre de Cornouaille à Quimper et pour Le Quartz à Brest sur la place de la Liberté.
C'est également dans la cité du ponant que la formation reprend les concerts le 24 juin avec le spectacle Nerzh en compagnie du Bagad Kemper pour le grand départ du Tour de France 2021 au parc-à-Chaînes à Brest.
Durant l'été 2021, le groupe participe à plusieurs festivals en Bretagne et aussi à Vittel en Lorraine. Au mois d'août, Jean-Pierre Riou donne deux premiers concert en duo avec Fred Guichen, cofondateur du groupe Ar Re Yaouank. La formation du duo avait été annoncée en juin par les deux musiciens lors de l'enregistrement live d'une vidéo pour Ça va faire du Reuz de Bretagne ma vie.
À la rentrée de septembre, Jean-Pierre Riou représente Red Cardell, accompagné au chant par sa femme Béatrice, lors d'un concert à Quimper en hommage à la chanteuse Louise Ebrel, une des figures emblématiques du chant traditionnel breton, disparue le 30 mars 2020 en plein confinement et dont il était proche.
En décembre, on retrouve Red Cardell sur la scène du Stereolux à Nantes pour la 34e édition des Rockeurs ont du cœur en tête d'affiche aux côtés de Delgrès, pour le plus ancien des événements mucicaux en France qui permet d'offrir des cadeaux de Noël aux enfants défavorisés.
Le 19 mars 2022, François Roy, le responsable de Yamaha Music Europe qui soutient Red Cardell depuis l'an 2000, a convié Jean-Pierre Riou dans la salle de concert Le Plan à Ris-Orangis lors de la sortie de son livre Le rigodon d'honneur et l'a invité à rejoindre Little Bob Story sur scène.
La tournée des concerts de 2022 débute au Casino de L'Île-d'Yeu en mars, un concert de soutien à l'Ukraine à Crozon en mai puis la participation à des festivals durant l'été en passant par la Savoie, le Luxembourg, Toulouse, la Vendée et la Bretagne, ponctuée de deux concerts exceptionnels avec le ̊Bagad Kemper aux Sables d'Olonne et à Bénodet et fin août par un concert à l'Île de Groix pour les cinquante ans de la taverne Ti Beudeuff où Gilles Servat rejoint le groupe sur scène pour chanter Les prolétaires et des concerts avec Fred Guichen comme invité à l'accordéon dont un pour fêter les cinquante ans de Port-la-Forêt et de l'étape de la Solitaire du Figaro dans le port breton de la course au large .
En juillet 2022, Red Cardell fête ses 30 ans et dévoile pour l'occasionune photo du groupe prise le 10 juillet 1992 lors de son tout premier concert à Sainte-Marine et signée du photographe Tristan Nihouarn, le futur chanteur de Matmatah. À ce sujet, le groupe brestois aux trois disques d'or et un double disque de platine a annoncé en mai à la presse l'arrivée de son nouveau guitariste Léopold Riou qui n'est autre que le fils de Jean-Pierre Riou, lequel a souvent joué comme invité à la guitare au fil des années ou dernièrement comme remplaçant occasionnel de Fred Lucas à la basse avec Red Cardell.
Après l'été, alors que chacun des membres du groupe participe à des projets différents, comme Pierre Sangra en concert avec Thomas Fersen et Charlélie Couture, Hibu Corbel avec Alexis HK et Fred Lucas avec Lucien Chéenne, Jean-Pierre Riou retrouve Pascal Faidy, un des musiciens de la section de cuivres qui avait accompagné Red Cardell sur l'album Soleil blanc en 2010 et la tournée à suivre en 2011 et le percussionniste Kentin Juillard pour un spectacle et un album jeune public.
Pour clore l'année 2022, Red cardell répond présent à l'invitation de l'association Oligocyte Bretagne Ouest qui lutte contre le cancer du cerveau pour donner un grand concert à Quimper le 12 novembre. Pour l'occasion, le groupe invite Dan Ar Braz, Fred Guichen et O'Tridal, pour une concert original à neufs musiciens sur scène reprenant tous ensemble des titres du répertoire de chacun.
Au même moment, le groupe qui travaille depuis des mois à l'écriture et à la composition d'un nouvel album, enregistre le single Alors, produit et mixé par Léopold Riou au studio Chez nous face à la mer à Locquirec et réalise un clip filmé en Cornouaille sous la direction de Thélo Mell assisté de Kentin juillard et de l'équipe de Déjà Deux Heures. Le clip est mis en ligne sur YouTube et les plateformes de streaming le 16 novembre 2022.

### C'est Red Cardell,Bordelǃ (depuis 2023)
Pour Red Cardell, l'année 2023 est essentiellement consacrée à l'enregistrement du nouvel album qui va se dérouler de mars à septembre dans différents lieux. Les basses et batteries sont d'abord enregistrées au studio Bad Plafond en Ille-et-Vilaine par Bertrand Bouessay. Plus tard, les enregistrements des autres instruments, dont les cordes, ont lieu dans le Finistère, à Lesconil par Pierre Sangrà et enfin, les enregistrements additionnels, dont les voix, au studio face à la mer à Locquirec. Le tout est mixé par Bertrand Bouessay et Red Cardell de retour au studio Bad Plafond.
Cette période intense de répétition, enregistrement, production et mixage ne va pas empêcher le quatuor de donner une série de concerts, principalement en Bretagne, avec comme points d'orgue le Festival de Cornouaille à Quimper avec Fred Guichen en invité, le Festival des Filets Bleus à Concarneau pour un concert Nerzh avec le Bagad Kemper et le Festival du Roi Arthur aux abords de la forêt de Brocéliande près de Rennes.
Initialement, le groupe pensait faire paraître le nouvel album en novembre sur le label Coop Breizh, mais l'entreprise culturelle ayant décidé de se séparer de son catalogue musical, celui-ci est repris par le label Arfolk et la date de sortie est reportée. Néanmoins le groupe décide de programmer quatre concerts en novembre et décembre à Quimper, Nantes, Guingamp et Brest afin de présenter au public les nouveaux titres sur scène.
Pour Noël, Red Cardell dévoile un premier titre Les courants d'air sur son site et publie un premier clip La ballade de 6 à 8.
Fin janvier et début février 2024, la bande investit les cuisines du Manoir de Porspoden à Plestin-les-Grèves, devenu un lieu de concerts sous le nom La Grange Vadrouille, afin de filmer et d'enregistrer une session live de quatre titres de l'album plus la chanson Rock'n roll Comédie.  Un premier Clip Tombé est dévoilé fin février sur la plateforme Youtube.
Bordel, le nouvel abum paraît le 8 mars 2024 sur le label Arfolk, Distribué par Coop Breizh et le groupe annonce les premiers concerts à venir par son tourneur Arsenal Productions. Le titre de l'album vient d'un gimmick souvent lancé par Jean-Pierre Riou en concert : C'est Red Cardell, Bordel ! La conception graphique de la pochette, du livret et du compact disc sont réalisés par Fred Lucas et les photos du livret sont des clichés du photographe Vonnic Bulteau.

## Style musical et influences

### Style musical

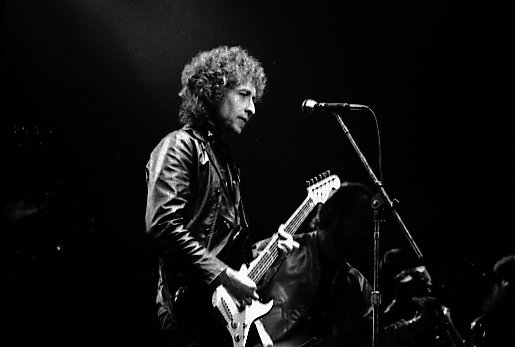
Les chansons We've got to be alone et Comme une pierre qui roule sont écrites en hommage à Bob Dylan.

#### Métissage musical
Revendiquant être né du rock alternatif, tout en affirmant sa culture bretonne, Red Cardell a toujours croisé ses influences et se définit comme un groupe de musique populaire.
C'est avant tout une musique à danser. La plupart des morceaux, quel que soit leur style final, peuvent se danser soit comme des danses bretonnes (an-dro, Dañs tro, kost ar c'hoad, plinn, pach-pi, laridé ou kas a-barh), soit comme d'autres danses traditionnelles (jig, scottish, valse, polka, kazatchok), modernes (country, charleston) ou actuelles (rock, trance, slow, ragga). Le trio reprend d'ailleurs des airs traditionnels remis au goût du jour par Alan Stivell (An dro, ainsi qu'un clin d'œil à Pop Plinn) ou par les sœurs Goadec (Ar sorcerez, Fich fich logoden et un extrait de Al laezh vamm interprété par Louise Ebrel dans la chanson Philomène) et parfois des standards du folk et du rock comme Like a Rolling Stone de Bob Dylan, Honky Tonk Women des Rolling Stones ou Gloria des Them.
Outre les deux fils conducteurs que sont le rock anglo-saxon et la musique bretonne, il faut ajouter de nombreux apports du folk (Walking to the nowhere land) et du blues (Cardell's blues), de la valse (La valse des apaches), des influences world music partagées entre les musiques berbères (L Nim), tziganes (Mescufurus), slaves (Davaï), arabes (Camel's walk) ou latines (Mandolino) et des emprunts au reggae (Joli coucou), funk (Chow!), punk (Dub for it), électro (Pogo tamm tamm), hip-hop (Run), dub et trip hop (Bal à l'Ouest).
Red Cardell mêle son rock à des rythmes de danses ethniques, sur des paroles principalement en français (Si mille choses), mais aussi en anglais (I closed my eyes) et parfois en breton (An hûnvre). L'accordéon, comme instrument de la chanson française, influence la composition des chansons, tout comme par la suite l'harmonica apporte sa couleur bluesy et le violon sa couleur folk. Depuis son apparition sur la scène rock armoricaine, Red Cardell en demeure l'un des piliers et contribue à sa façon au succès du rock celtique, doublement enraciné et novateur, à l'instar d'Alan Stivell, l'initiateur du renouveau celtique européen des années 1970 avec Dan Ar Braz.

#### Compositeurs

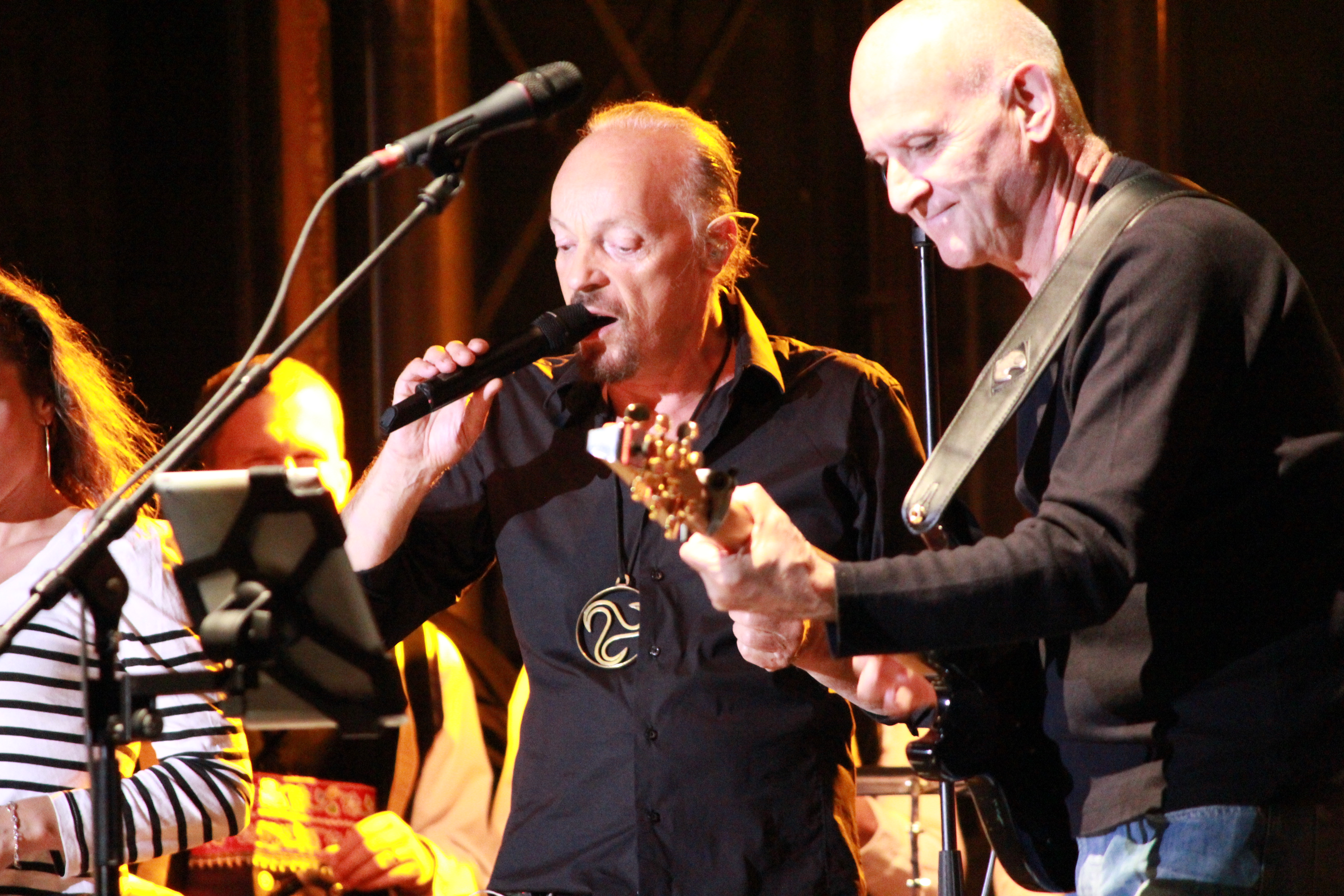
LAn dro est un air traditionnel que reprend Red Cardell en s'inspirant de la version interprétée par Alan Stivell et Dan Ar Braz.

Toutes les musiques sont écrites la plupart du temps collectivement par les membres du groupe ainsi que les arrangements des quelques reprises et adaptations de chansons et musiques traditionnelles Pour le premier album Rouge, les titres sont composés par Jean-Pierre Riou et/ou Jean-Michel Moal, parfois en collaboration avec Ian Proërer. À partir de Douleur, les musiques sont signées collectivement Red Cardell (Jean-Pierre Riou, Jean-Michel Moal, Ian Proërer). Pour Cardelectro, tous les morceaux sont cosignés à cinq : Patrice Marzin, Patrick Kiffer, Manu Masko, Jean-Pierre Riou et Jean-Michel Moal. À partir de Sans fard, Manu Masko coécrit toutes les compositions avec Jean-Pierre Riou et Jean-Michel Moal, signant collectivement Red Cardell.
La composition des musiques de Falling in Love est une collaboration entre Jean-Pierre Riou et Manu Masko. Pour l'album Un monde tout à l'envers en 2016, les musiques sont signées Jean-Pierre Riou et Jean-Michel Moal et les arrangements sont confiés à Pierre Sangra, qui produit artistiquement l'album, et Hibu Corbel. L'album Courir est composé à quatre mains par Jean-Pierre Riou, Jean-Michel Moal, Pierre Sangra et Hibu Corbel et les textes sont de Jean-Pierre Riou excepté un écrit par Louis Le Bihan. Les musiques de l'album Nerzh sont composées par des membres du Bagad Kemper, principalement par Steven Bodénès, le Penn Soner (le chef d'orchestre) et les paroles par jean-Pierre Riou.
Le single Alors est écrit et composé par Jean-Pierre Riou et arrangé par Léo Riou en 2022.

#### Instruments

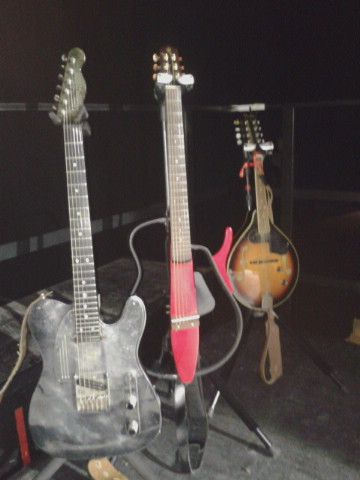
Instruments de scène de Jean-Pierre Riou : guitare James Trussard Steel DeVille, Silent guitar Yamaha et mandoline Fender.

En 1992, au commencement de Red Cardell, Jean-Pierre Riou utilise une guitare électrique James Trussart Steel Deville et parfois une Fender Stratocaster Standard. Il utilise aussi une guitare acoustique Martin, et des électro-acoustiques Takamine EN10C, Yamaha Compass CPX et Godin 12 cordes. Comme amplification, il possède un préampli Mesa Boogie Studio, un ampli BGW et un cabinet Marshall JCM900. À la suite d'un partenariat avec la marque Yamaha en 2000, il opte pour une guitare électrique SG 2000, puis une AES 620 et comme électroacoustiques il joue sur une LLX et les APX 10, 9C et 900. À partir de 2007, il choisit pour la scène une guitare polyvalente Silent guitar SLG 100S. Pour les enregistrements en studio, il utilise la plupart de ses guitares au gré des albums. Comme amplification, il choisit d'abord un Yamaha DG130H double corps puis adopte finalement, en 2007, un Fender Hot Rod Deluxe.
Multi-instrumentiste il joue aussi sur une mandoline Fender FM5ZE et utilise deux bombardes, une Glet-Hervieux en si{\displaystyle \flat } (si bémol) et une Rudy Le Doyen en la.
Jean-Michel Moal, au départ du groupe, joue sur un accordéon chromatique Cavagnolo Vedette 10 acoustique modifié MIDI. Dans les années 2000, il opte pour un modèle Odyssée MIDI de la même marque. Depuis son instrument, il pilote des expandeurs Yamaha TX7 et Motif Rack ES ainsi qu'un sampler Roland S330.

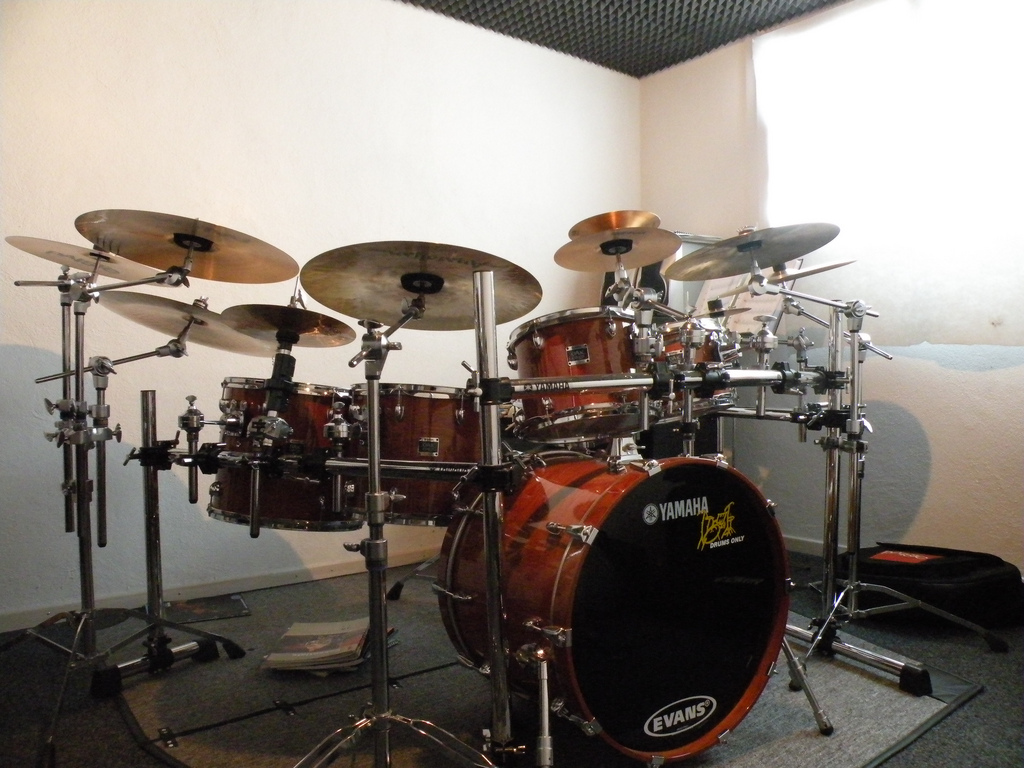
Depuis 2000 la marque d'instruments de musique Yamaha soutient Red Cardell. Ici un modèle de batterie de la série Oak Custom utilisé par Manu Masko de 2001 à 2014.

Quand Ian Proërer rejoint le trio il joue sur une batterie Pearl Export avec cymbales Paiste. À partir du partenariat avec Yamaha, il opte pour une Recording Custom puis une Hip Jig avec cymbales Zildjian. Manu Masko, son successeur de 2001 à 2015, choisit d'abord une batterie Yamaha Beech Custom, puis une Oak Custom avec des cymbales Paiste. Début 2015 il opte pour une Yamaha  Live Custom. Il utilise également un Octapad II Roland, un sampler Akai 55000 et un clavier Alesis. Hibu Corbel, le troisième batteur du groupe depuis novembre 2015, joue sur une batterie acoustique composée de fûts de la marque Eleven Drums (un fabricant indépendant de Saint-Malo)  qui comprend une caisse claire, une grosse caisse, un tom basse et un tom alto. Son kit comprend aussi un Charleston et cinq cymbales des marques Meinl, Zildjian et Paiste. Il complète son jeu avec des instruments de musique électronique incluant un Mac, un séquenceur et échantillonneur.
Au sein de la formation de 2011 à 2015, Mathieu Péquériau joue sur des harmonicas Dortel, pièces uniques fabriquées à Paris par Christophe Dortel. Il utilise un micro Shure 565SD et, comme amplification, soit un Fender Princeton Silver Face de 1976, soit un Vox V 15 de 1981, des pédales d'effets delay Ibanez, distorsion MXR et un égaliseur Boss. Il joue aussi sur une planche à laver ou frottoir (washboard en anglais) de la marque Inoxydable, fabriquée à Poitiers par Jacques Pallas, et utilise des dés à coudre pour frotter l'instrument. Lors de son passage dans Red Cardell, Christophe Poignant joue sur une Fender Precision Bass. Sur scène et pour le premier album Rouge, son successeur Patrick Goyat utilise une basse James Trussart Headless Custom 5 cordes. Tous les deux utilisent un ampli Ampeg SVT 40.

### Textes

#### Auteurs

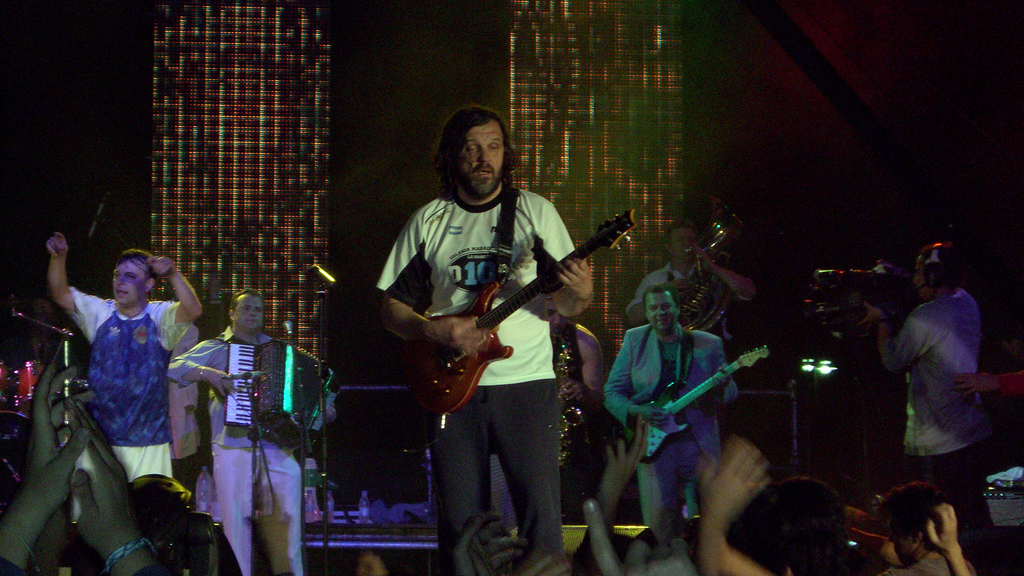
La chanson Mescufurus est un clin d'œil aux films d'Emir Kusturica. Une rencontre avec le cinéaste rocker bosno-serbe permet aux membres du groupe de lui remettre un album en main propre.

À l'exception de quelques titres, tous les paroles des chansons sont écrites par Jean-Pierre Riou et tiennent une place importante dans l'identité du groupe. I just need a sweet girl, sur le premier album Rouge, I drunk too much last night, sur Falling in Love et Origne sur Un monde tout à l'envers, sont signés par Louis Le Bihan. Révolution No 2, figurant au Banquet de cristal, est signé Jimme O'Neill.
Les deux chansons en breton du premier album sont des traductions et adaptations de textes en français de Jean-Pierre Riou. Soizig Maria adapte An hûnvre (le rêve) et Bernez Tangi Ur vro (un pays). Les textes des deux autres chansons en breton, le pach-pi fich fich logoden et la gwerz Ar sorcerez, qui viennent du répertoire traditionnel, sont extraits du tour de chant des sœurs Goadec et sont adaptés par Louise Ebrel.

#### Style d'écriture
Tantôt ludiques et populaires (Le Petit bistrot), tantôt engagés et incantatoires (Les Gueux), les textes sont écrits en s'inspirant de la douleur de Jacques Brel, de la colère de Léo Ferré et du groove musical de Georges Brassens. L'auteur est aussi un admirateur des mots de Paul Verlaine, Charles Baudelaire, Tristan Corbière, Vladimir Maïakovski, Boris Vian et Jacques Prévert. De ces riches influences découlent la poétique propre à Jean-Pierre Riou, tournée vers la mélancolie.

#### Thèmes abordés
Les thèmes abordés sont variés : la vie (Naître, Courir), l'amour (Je reste près de toi, Falling in love), l'identité (Ur vro, An hûnvre), la guerre (Conlie, Gare de Guer), la politique (Politician disease), les luttes sociales (Pol tax rap, Parliament), le communisme (Communiste), le fascisme (Immonde), les cafés (Le petit bistrot, Le comptoir), l'alcool (Cirrhose, I drunk too much last night), la drogue (Metal frame), le show-bizz (Rock 'n' roll Comédie), l'intime (À tous les hommes, Les hommes qui s'aiment), la colonisation (Colonie), l'exil (Doryphore, Si je cale je coule), les bohémiens (La Fête au village), les tournées (La scène), la fête (Davaï), le cinéma (Mescufurus, Cinéma, Little Big Man), la peinture (Un grain).
Des hommages sont également rendus à trois quartiers parisiens, (À Montparnasse, À Rochechouart et La valse des Apaches, du nom des voyous de Belleville), ou à des artistes comme Bob Dylan (We've got to be alone, Comme une pierre qui roule), Robert Johnson (Robert Johnson) et Emir Kusturica (Mescufurus).

### Critiques musicales

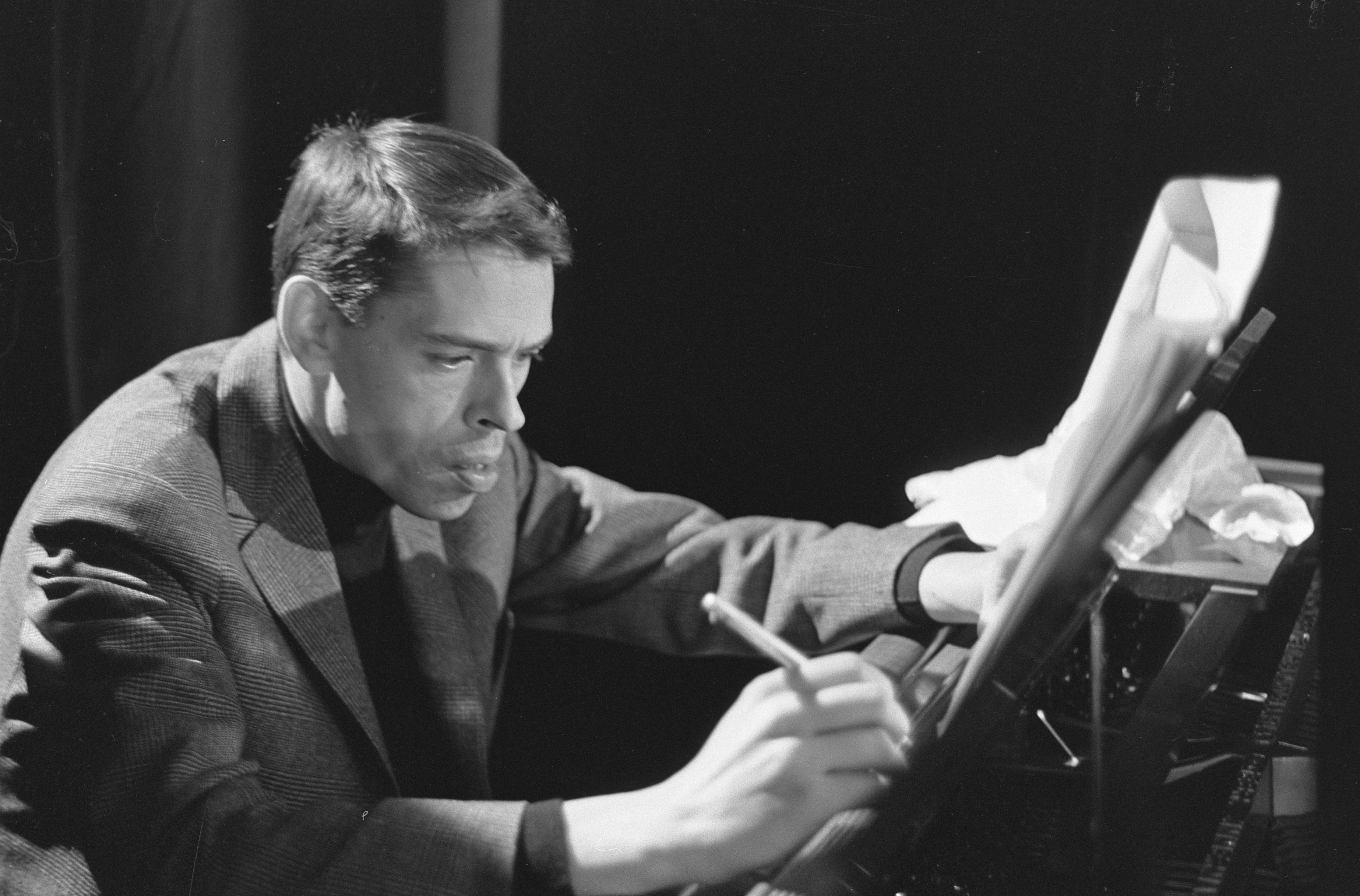
Admiratif de son écriture et de son charisme lors de ses interprétations, la douleur de Jacques Brel inspire Jean-Pierre Riou quand il écrit ses propres chansons.

Dans le numéro de l'été 1996 du mensuel Rock style, Christian Décamps, fondateur et leader du groupe Ange et aussi chroniqueur du magazine, déclare : « Sur la scène, y'a comme qui dirait un Hendrix au soufflet boutonneux, un accordéon qui transpire ses tripes [...] y'a un autre givré qui frappe comme c'est pas permis, comme il a envie [...] et puis y'a celui qui t'pète la gueule avec sa guitare brasero chauffée à blanc, avec ses mots à lui, poésie ébréchée passée au papier d'verre par une voix-centrifugeuse postillonnant l'amour blessé, l'espoir et la douleur. » Et il précise sa pensée, non sans humour, à propos du concert qu'il vient de voir à Belfort : « Red Cardell... un cyclone qui nous laisse des chalutiers dans nos sapins, histoire de hausser le thon ».

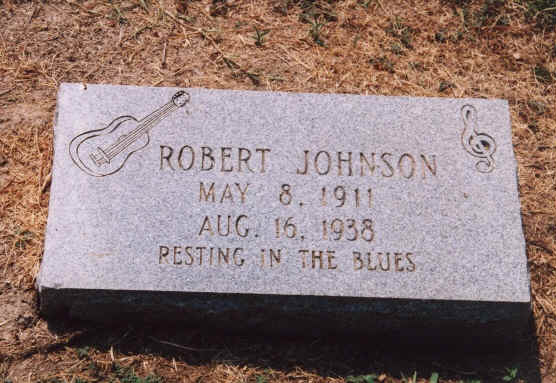
En ouverture de l'album Soleil blanc, Red Cardell « pactise » avec Robert Johnson, dédiant la chanson éponyme au guitariste, légende du blues du Mississippi.

Un an plus tard, en octobre 1997 dans le même magazine, le même Christian Décamps donne son sentiment sur les textes de l'album 3 : « Ici, il est question de vie, d'amour, de mort, de vérités et de mensonges... Les éternels non-dits, hurlés par les plus grands, passent désormais par le talent de nos trois bretons à tel point que j'en veux à ma langue maternelle de manquer de jus pour qualifier la superbe de l'écriture : des textes magnifiques, tellement chauds, tellement vrais, portés aux nues par une interprétation tribale hors du commun. [...] c'est une tranche de cœur dans les yeux d'un clown. Une comédie humaine. Un autre regard sur la cicatrice céleste. Ces mecs méritent la première de couv'... ». Red Cardell est considéré comme l'un des principaux groupes que la Bretagne ait donnés au rock'n'roll. En 2001, le journaliste Daniel Morvan considère pour sa part, qu'« ils ont préparé le succès de Matmatah », mais qu'eux « continuent à devenir ce qu'ils sont, penchés sur leur propre mystère, à l'image de leur chanteur, le bluesman qui recherche le secret alchimique de la langue, pour tenir parole ». En 2006, la revue ArMen note, dans son numéro spécial vingtième anniversaire, que Red Cardell est « un des groupes de rock breton les plus talentueux de cette période » et que, pour les accents bretons, « il s'agit davantage d'imprégnation que de revendication. »
Michel Toutous estime, dans sa critique de l'album Naître pour ArMen, qu'il « devrait constituer une nouvelle étape dans leur carrière, tant il se révèle foisonnant de trouvailles, et pour tout dire une magnifique réussite ». Il revient également sur ce qui constitue la « singularité du groupe », à savoir une plume « trempée dans l'encre des jours, à la fois sombre et baroque », l'« énergie rageuse que porte la voix râpeuse et puissante de Jean-Pierre Riou » et la « combinaison instrumentale particulière dans laquelle l'accordéon joue un rôle central en donnant des couleurs tantôt slaves, tantôt bretonnes aux thèmes ». Dans son livre L'étonnante scène musicale bretonne, paru en 2008, le journaliste musical Ronan Gorgiard estime que Red Cardell est « l'une des plus excitantes attractions rock de la scène bretonne et même européenne », en les comparant à un hybride entre Jacques Brel et Noir Désir s'étant croisé avec The Clash et Alan Stivell. Il choisit une photo de Jean-Pierre Riou pour illustrer la couverture de l'ouvrage.
Fin 2010, sur son blog Si ça vous chante, Fred Hidalgo (Paroles et musiques, Chorus) écrit à propos de la musique et des paroles du trio : « Un bonheur de métissage musical [...] De la chanson française bien comprise [...] où se rejoignent et s'intègrent des airs d'ici et d'ailleurs, au service de textes significatifs et à l'écriture soignée » et ajoute son sentiment : « Ce qui fait de Red Cardell [...] l'un des groupes français au long cours les plus originaux et attachants de ces dernières décennies ». Dans le livre Red Cardell, vingt ans ! paru en 2012, Frédéric Jambon, journaliste culturel au Télégramme, qui les suit depuis le début, résume en quelques mots l'essentiel des critiques que l'on peut trouver concernant le groupe : « En conjuguant autonomie, inventivité et ouverture, Red Cardell appelle une seule rime : celle de groupe-modèle ».

### Influence sur d'autres artistes

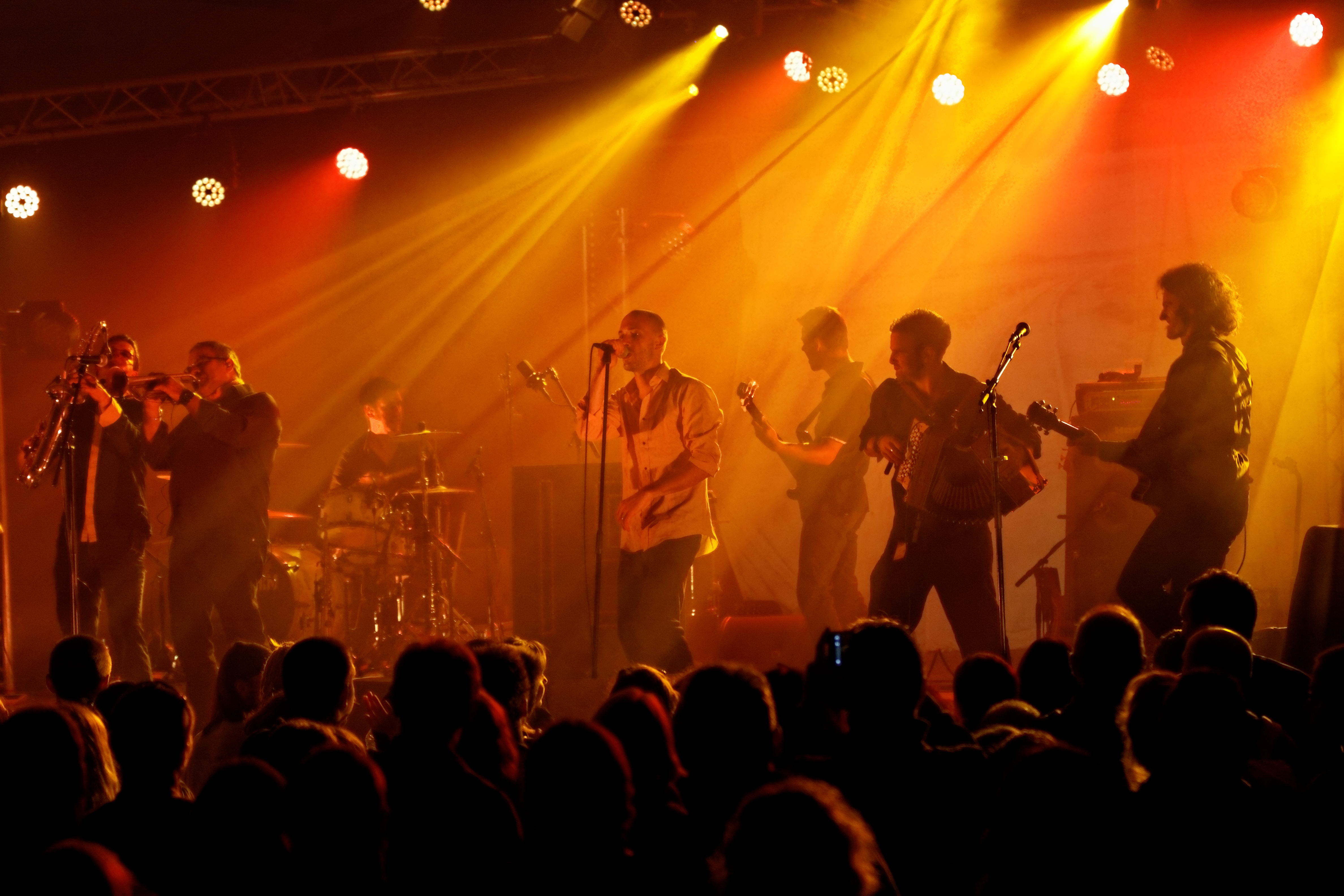
Le groupe Merzhin cite Red Cardell comme une de ses principales influences.

Louise Attaque, qui a assuré des premières parties de Red Cardell à ses débuts, au milieu des années 1990, reconnait le groupe parmi ses influences.
En 1997, la chanteuse polonaise Renata Przemyk obtient un disque de platine dans son pays, en reprenant trois chansons de Red Cardell sur son album Andergrant.
En 2000, les membres de Matmatah (qui ont aussi ouvert pour des concerts de Red Cardell à leur genèse) les citent en référence et disent n'exister que grâce à eux. 
L'accordéoniste du groupe lorientais Armens s'inspire de la démarche de Red Cardell, de manière inconsciente, pour composer et arranger les mélodies aux débuts du groupe. 
En 2002, lors d'une interview pour la sortie de leur album Adrénaline (auquel participe Jean-Pierre Riou), le groupe Merzhin cite Red Cardell comme une grosse influence et considère l'album Douleur, sorti en 1996, comme une référence. 
D'autres groupes, comme Ar Re Yaouank ou Kervegan's, ne cachent pas leur proximité avec le combo quimpérois.

## Membres

### Membres actuels
- Jean-Pierre Riou - chant, guitare électrique et acoustiques six et douze cordes, banjo, mandoline, harmonica, bombarde, paroles, compositeur (depuis 1992). Né le 27 avril 1963 à Morlaix et résidant à Locquirec, il est un des cofondateurs du groupe et le parolier de la quasi-totalité des chansons.
- Pierre Sangra - violon, guitare électrique et acoustique, mandoline, ukulélé, sitar, compositeur, arrangeur (depuis 2015). Né le 8 novembre 1959 à Fontenay-sous-Bois. Présent comme invité sur scène et sur plusieurs albums de Red Cardell depuis 2006, il rejoint le nouveau collectif à l'automne 2015.
- Hibu Corbel - batterie, programmations (samples), compositeur (depuis 2015). Né le 2 juin 1979 à Nantes. Il intègre le groupe après le départ de Manu Masko à l'automne 2015, devenant le troisième batteur de la formation.
- Fred Lucas - basse, contrebasse et claviers (depuis 2018). À la suite du retrait de Jean-Michel Moal il intègre le groupe pour la tournée Courir.

Musiciens actuels
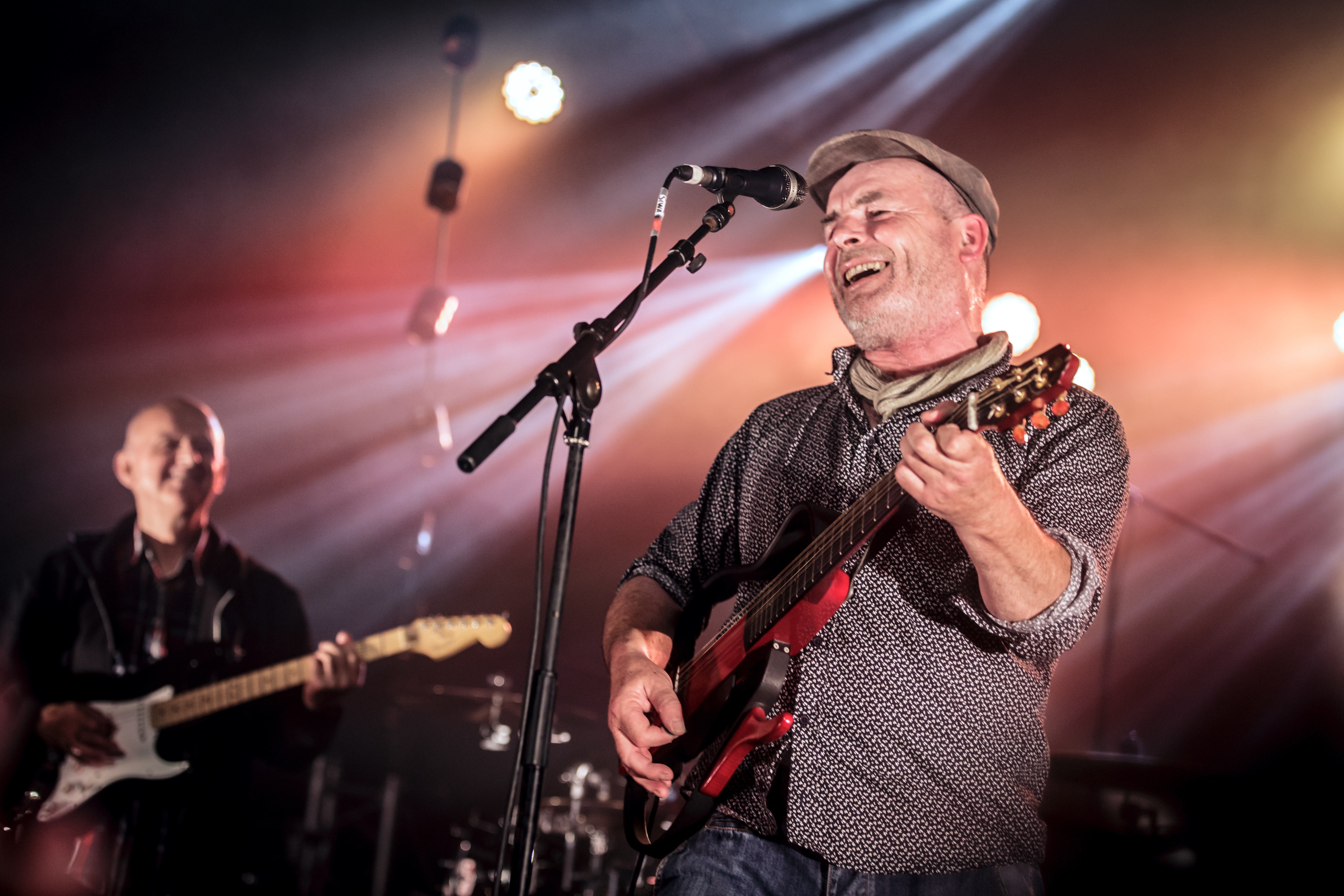
Jean-Pierre Riou.
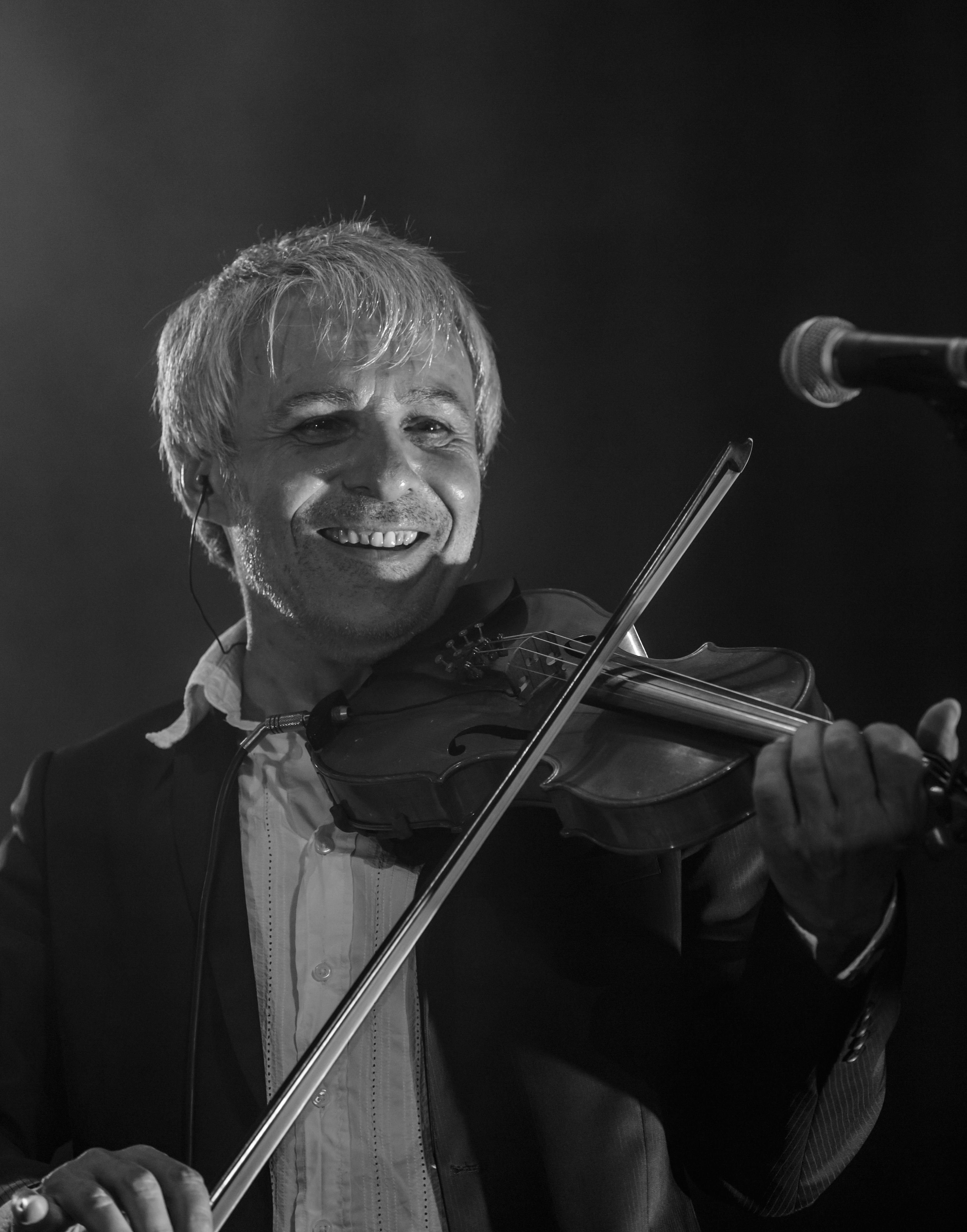
Pierre Sangra.
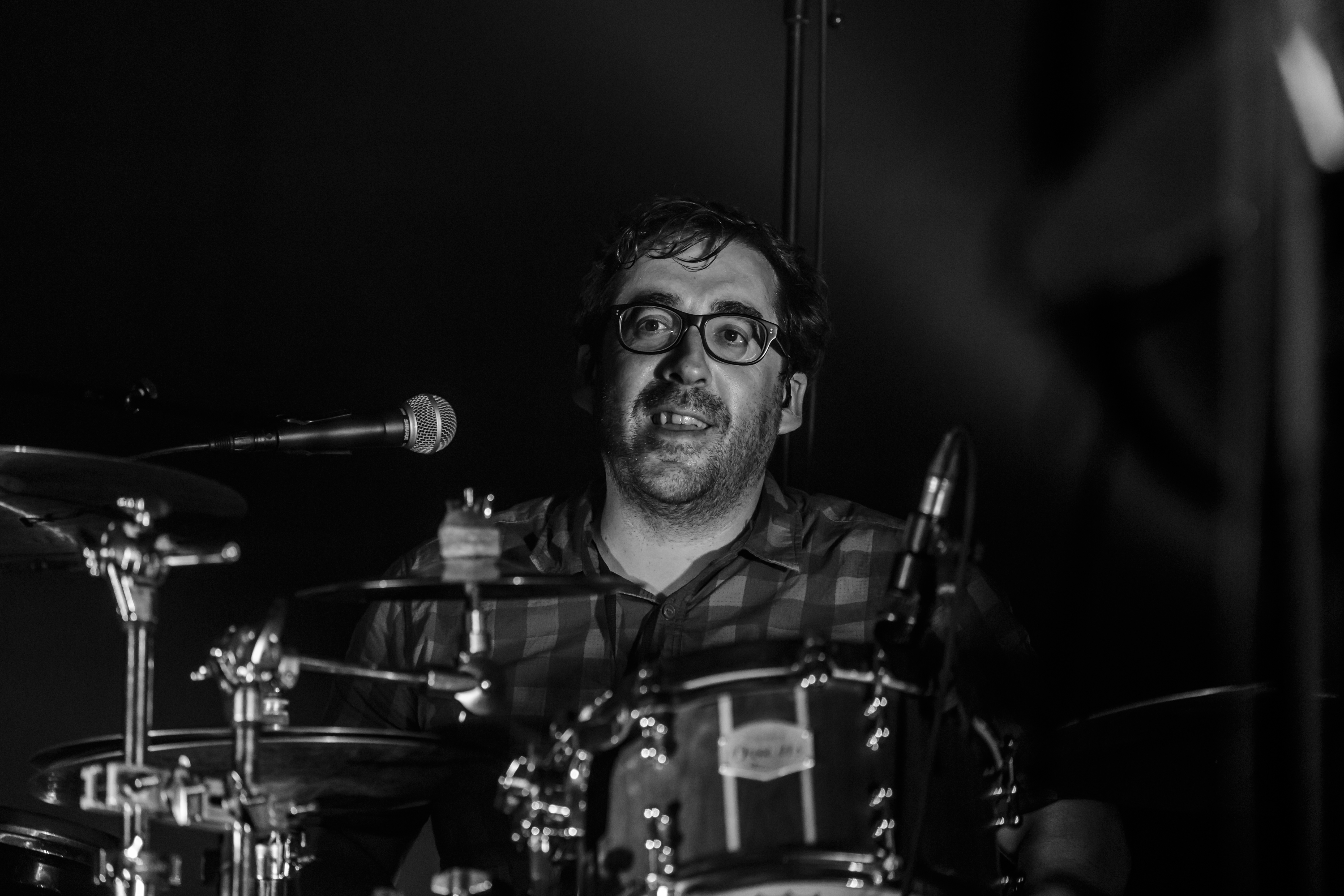
Hibu Corbel.

### Anciens membres
- Jean-Michel Moal - accordéon acoustique et numérique, compositeur (1992-2011, 2015-2017). Né le 22 décembre 1957 à Villeneuve-le-Roi et résidant à Quimper, il est un des cofondateurs du trio de départ. Il se met en retrait du groupe, fin 2011, après des ennuis de santé et le réintègre en octobre 2015. Début 2018, ses ennuis de santé l'amène à tirer sa révérence après vingt-deux ans d'activité au sein du groupe.
- Manu Masko - batterie, percussions, claviers, programmations (samples), compositeur (2001-2015). Né le 3 octobre 1970 à Niort et résidant à Saint-Maixent-l'École , il est le deuxième batteur de la formation et détient la plus grande longévité à ce poste.
- Mathieu Péquériau - harmonica, washboard, percussions (2011-2015). Né le 9 avril 1975 à Poitiers et y résidant, il est membre du groupe du printemps 2011 à l'automne 2015.
- Ian Proërer - batterie, compositeur (1992-2001). Né le 8 novembre 1966 à Nantes et résidant à Quimper, il est le premier batteur de Red Cardell et l'un des trois cofondateurs. Il apparaît sur les quatre premiers albums ainsi que comme invité sur l'album des 15 ans et sur celui qui accompagne le livre des 20 ans.
- Patrick Goyat - basse (1992-1994). Deuxième bassiste du groupe, qu'il intègre en octobre 1992, il apparaît sur le premier album en 1993 et quitte à la fin de l'année suivante le quatuor qui reste en trio après son départ en 1994.
- Christophe Poignant - basse. Né le 13 août 1965 et résidant à Hennebont, il est le premier bassiste de la formation. Engagé dans un autre projet, il accepte d'assurer l'intérim de juillet à septembre 1992.

### Musiciens additionnels sur scène
- Bagad Kemper - ensemble de cornemuses, bombardes, caisses claires, percussions (depuis 2011). Le bagad le plus titré de Bretagne partage régulièrement la scène avec Red Cardell, lors de leurs créations communes (Fest-Rock de 2011 à 2018 et Nerzh depuis 2019).
- Pierre Stéphan - violon (2011-2015). Il rejoint la formation sur scène pour la plupart des concerts à partir du premier Fest-Rock en décembre 2011.
- Ronan Le Bars - cornemuse, flûtes, uilleann pipes (2012—2015). Né le 20 avril 1968 à Guingamp. Appelé pour jouer les parties de cornemuse et de flûtes pour la tournée de l'album Falling in Love, il accompagne le groupe en concert jusqu'en 2015.
- Michel Delage - trompette (2010—2011). Il est le leader de la section de cuivres qui accompagne Red Cardell sur l'album Soleil blanc et la tournée à suivre.
- Laurent Agnès - trompette (2010—2011). Membre de la section de cuivres de Michel Delage.
- Pascal Faidy - saxophone (2010—2011). Membre de la section de cuivres de Michel Delage. On le retrouve sur scène avec Jean-Pierre Riou pour son spectacle Chanson en 2022.
- Marc Antony - trombone (2010—2011). Membre de la section de cuivres de Michel Delage.

### Chronologie
L'historique démarre en juillet 1989, date de la création de Penfleps, et marque en mars 1990, le début de la collaboration entre Jean-Pierre-Riou et Jean-Michel Moal. Malgré le départ de quatre de ses membres en juin 1992, le groupe décide de poursuivre l'aventure avec l'arrivée de Ian Proërer en juillet, puis change de nom fin août (marqué par la ligne orange dans le graphique) pour s'appeler dorénavant Red Cardell.
Les lignes noires marquent les albums studios, les lignes bleues les albums live, les lignes violettes les albums concept et les lignes vertes les albums compilation. Bien que n'étant plus ou pas encore membres du groupe, certains musiciens sont crédités comme invités sur divers albums.

## Discographie
La discographie de Red Cardell est composée de vingt-trois albums : onze albums originaux enregistrés en studio, quatre albums concept (le premier est une expérience électro, le suivant enregistré avec le Bagad Kemper est la création musicale du défilé 2014 du styliste Pascal Jaouen, le suivant est un album jeune public avec cinq invités des cinq continents et le dernier une création avec le Bagad Kemper) , deux albums compilation (Pour le premier : quinze titres réenregistrés pour leur quinzième anniversaire avec quinze invités à la manœuvre. Pour le second : enregistrement d'anciens morceaux en session live acoustique en studio), un album collector (inclus dans la jaquette du livre Vingt ans !) et cinq albums en public (dont l'un avec les invités du Banquet de Cristal et un autre en compagnie du Bagad Kemper, enregistrement live du spectacle Fest-Rock). Les albums parus jusqu'en 2012 totalisaient près de 200 000 ventes au 1er décembre 2012.

## Récompenses et reconnaissances
- 1996 : Meilleur disque de l'année pour l'album Douleur, décerné par Radio Maffia, radio rock finlandaise.
- 1997 : Renata Przemyk obtient un double disque de platine en Pologne avec son album Andergrant, en reprenant 3 titres de Red Cardell.
- 1998 : Couverture du no 23 du magazine Rock Style du mois de janvier[11].
- 2004 : 1er du classement francophone des mois de janvier[174] et février[175] des dix-sept radios associatives du Réseau Quota pour l'album Sans fard.
- 2007 : Grand prix du disque du Télégramme pour l'album Naître (en Une du quotidien, titrée « Tapis rouge à Red Cardell »)[38] ; « Coup de cœur » de la revue Chorus, Les cahiers de la chanson.
- 2008 : 1er du classement francophone du mois de juin[176] des radios du Réseau Quota pour l'album Le Banquet de cristal.
- 2009 : Grand prix du disque Produit en Bretagne pour l'album Le Banquet de Cristal[177],[178] ; « ttt » Télérama[179] ; « Coup de cœur » de la revue Chorus.
- 2012 : Meilleur album progressif de l'année pour Falling in Love, « Award » décerné par The Indie Acoustic Project, Boulder, Colorado, U.S.A[74],[180].
- 2013 : l'album Running in Paris est un des « Coups de cœur des disquaires » Fnac[181].
- 2013 : l'article Red Cardell de l'encyclopédie collaborative en ligne Wikipédia est labellisé « bon article » par un vote de la communauté le 15 avril.

### Ouvrages récurrents
- Divers auteurs, ROK, tome 2 : de 1960 à nos jours, 50 ans de musique électrifiée en Bretagne, 2013

1. 1 2 3 4 5  ROK, Thierry Jigourel, p. 135

- Alain-Gabriel Monot, ArMen. Jean-Pierre Riou : la mélancolie orageuse, 2013

1. 1 2 3  ArMen, mars-avril 2013, p. 11
2. ↑  ArMen, p. 10.

- Divers auteurs, Red Cardell : vingt ans !, 2012

1. 1 2 3  Vingt ans ! Philippe Bargain, p. 13
2. ↑  Vingt ans ! Jean-Pierre Riou, p. 8-9
3. 1 2  Vingt ans ! Frédéric Jambon, p. 61
4. ↑  Vingt ans ! Jean-Pierre Riou, p. 33
5. ↑  Vingt ans ! François Roy, p. 40
6. ↑  Vingt ans ! Jean-Pierre Riou, p. 56-57
7. ↑  Vingt ans ! Jean-Pierre Riou, p. 90-91

- Divers auteurs, ROK, tome 1 : de 1960 à nos jours, 50 ans de musique électrifiée en Bretagne, 2010

1. ↑  ROK, Olivier Polard, p. 271

- Ronan Gorgiard, L'étonnante scène musicale bretonne, 2008

1. ↑  Gorgiard 2008, p. 198
2. ↑  Gorgiard 2008, p. 197-198
3. ↑  Gorgiard 2008, p. 216
4. ↑  Gorgiard 2008, p. de couverture
5. ↑  Gorgiard 2008, p. 174
6. ↑  Gorgiard 2008, p. 199

#### Ouvrage dédié
- Collectif, Red Cardell : vingt ans !, Quimper, Palantines, coll. « Culture et patrimoine », 2012, 127 p. (ISBN 978-2-35678-063-8) Inclus 1 cd audio, (BNF 42800214)

#### Autres ouvrages
- Collectif (dir. Frank Darcel et Olivier Polard), ROK : De 1960 à nos jours, 50 Ans de musique électrifiée en Bretagne, t. 1 : 1960/1989, 35135 Chantepie, Les éditions de Juillet, 2010, 335 p. (ISBN 978-2-9532545-5-6), « Breizh Punk », p. 271, (BNF 42380594)
- Collectif (dir. Frank Darcel), ROK : De 1960 à nos jours, 50 Ans de musique électrifiée en Bretagne, t. 2 : 1990/2013, Rennes, LADTK – Les Amis Du Tuchenn Kador, 2013, 480 p. (ISBN 978-2-9543644-0-7), « La nouvelle vague celte, Thierry Jigourel : Red Cardell, un pilier de la scène rock bretonne », p. 134-135
- Collectif (chapitre 7 par Ronan Le Coadic), Histoire d'un siècle : Bretagne 1901-2000 : L'émancipation d'un monde, Morlaix, Skol Vreizh, 2010, 400 p. (ISBN 978-2-915623-62-8), « La remise en question », p. 335
- Arnaud Choutet, Bretagne : folk, néo-trad et métissages, Marseille, Le Mot et Le Reste, 2015, 304 p. (ISBN 978-2-36054-158-4 et 2-36054-158-7)
- Didier Convenant, La musique celtique : Bretagne, Irlande, Écosse, Pays de Galles, Cornouailles, Asturies, Galice, Île de Man, Paris, Hors Collection, 1996, 76 p. (ISBN 2-258-04446-4), « Red Cardell », p. 25, (BNF 35826508)
- Ronan Gorgiard, L'étonnante scène musicale bretonne, Plomelin, Palantines, coll. « Culture et patrimoine », 2008, 255 p. (ISBN 978-2-911434-98-3), « Rock et dépendances », p. 197-199, (BNF 41381758) (Jean-Pierre Riou en couverture)
- Fañch Le Henaff, Skeudennoù : Images & points de vue, Châteaulin, Locus Solus, coll. « Graphisme Bretagne », 2019, 177 p. (ISBN 978-2-36833-233-7), « Falling in love for the first time...in New York », « We've got to be alone », « Un monde tout à l'envers », p. 130-133 / 140-141 / 146-151, (BNF 45701885)
- Jean-Noël Levavasseur, Instantanés électriques : Volume 1, 1991-2001, Rosières-en-Haye, Camion blanc, 2013, 623 p. (ISBN 978-2-35779-279-1), (BNF 43651604)
- Daniel Morvan (photogr. Bernard Galéron), Bretagne : terre de musiques, e-Novation, 2001, 144 p. (ISBN 978-2-9516936-0-9), « Métisser / Meskañ : Breizh ar̹̟dente et feeling glazik. Red Cardell, Tenir parole », p. 78-79. Inclus 1 cédérom
- Luc Rodaro, Le festival du chant de marin de Paimpol, Bruz/Paimpol, Planète rêvée, 2012, 160 p. (ISBN 978-2-917871-35-5), (BNF 42736797) (Une photo de Jean-Michel Moal et Jean-Pierre Riou illustre la couverture)

#### Travail universitaire
- Patrice Elegoet, sous la direction de Francis Favereau, La musique et la chanson bretonnes : de la tradition à la modernité, ANRT, thèse en études celtiques à l'Université de Rennes 2, 2006, 441 p. (ISBN 2-7295-6987-1), « Red Cardell : l'influence bretonne dans une musique rock », p. 213-214, (BNF 41355594)

#### Presse
- Gérard Classe, « Red Cardell. Riou, le père fondateur », Le Télégramme,‎ 4 décembre 2012 (lire en ligne)
- Alain-Gabriel Monot (photogr. Xavier Dubois), « Jean-Pierre Riou : La mélancolie orageuse », ArMen, Quimper, éditions Fitamant, no 193,‎ mars-avril 2013, p. 8-11 (ISSN 0297-8644) (écouter en ligne)
- Yann Rivallain, « Les racines vagabondes des Red Cardell », ArMen, Quimper, éditions Fitamant, no 129,‎ juillet-août 2002, p. 52-53
- François Saddi, « Red Cardell », Trad Magazine, no 94,‎ mars-avril 2004, p. 89